# Relaciones exteriores de Chile

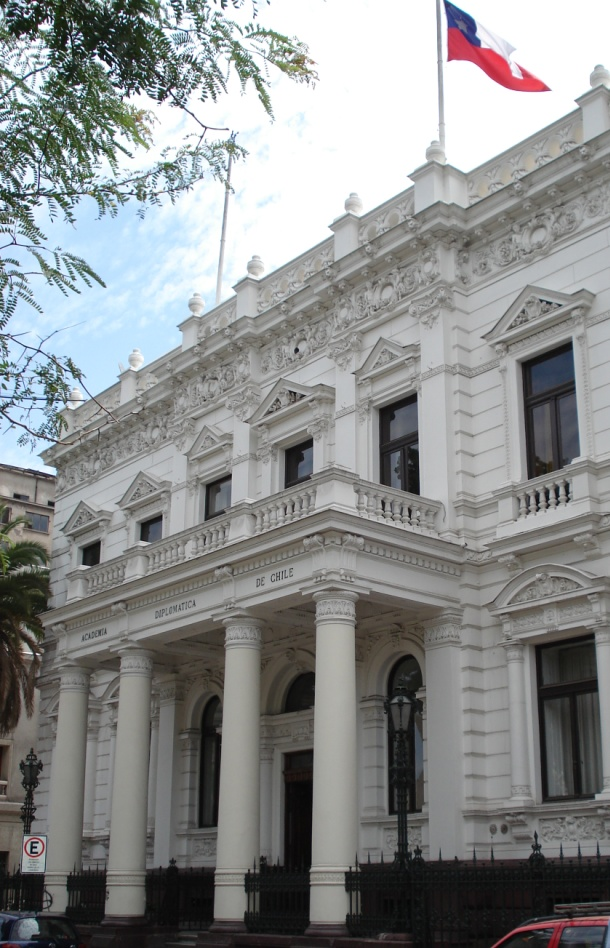
La sede de la Academia Diplomática de Chile.

Las relaciones exteriores de Chile se encuentran determinadas por una serie de factores políticos, históricos y geoestratégicos, tales como los conflictos históricos y tratados limítrofes con países vecinos, como la Guerra del Pacífico con Perú (Tratado de Ancón y Tratado de Lima) y Bolivia (Tratado de Paz y Amistad de 1904), y el Conflicto del Beagle con Argentina (Tratado de Paz y Amistad de 1984), presentar el mayor desarrollo institucional multilateral del sistema de Naciones Unidas en América Latina (después de Costa Rica), ser un país de debate, polarización y enfrentamiento en el periodo de Guerra Fría, integrar la campaña de represión política y terrorismo de Estado del Plan Cóndor durante el periodo de Dictadura Militar, ser una nación marítima y puerta de entrada o hub de América Latina hacia la región del Asia-Pacífico y la Antártica, y la protección a nivel constitucional y consenso de adhesión a los principios neoliberales del Consenso de Washington por parte de la élite política de la transición a la democracia.

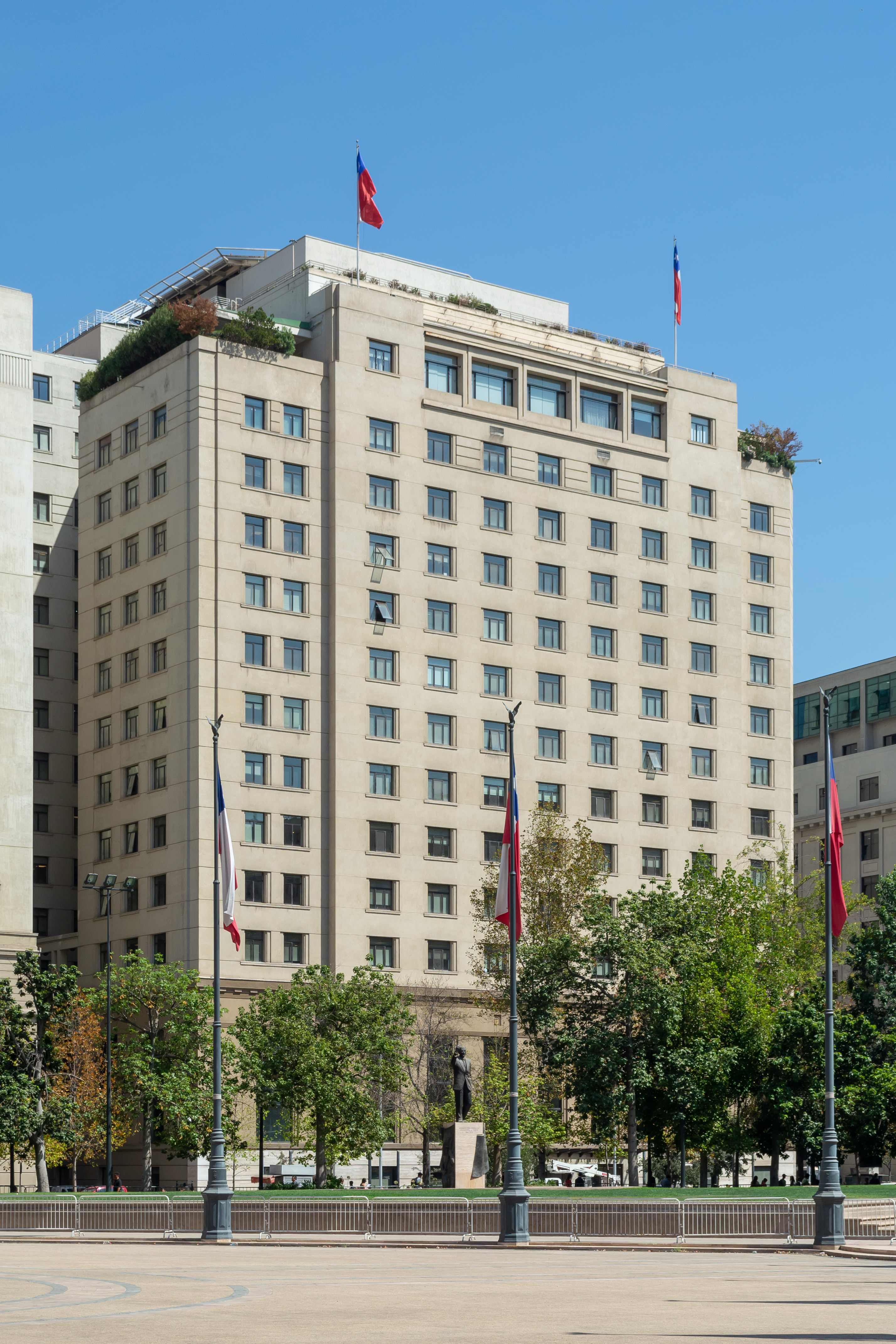
El edificio del Ministerio de Relaciones Exteriores de Chile.

Desde el retorno a la democracia en 1990, las relaciones exteriores de Chile estuvieron marcadas por la definición estratégica de recuperación del estatus democrático y reinserción del país en la comunidad internacional, en un contexto global marcado por la disolución de la Unión Soviética y la caída del Muro de Berlín, además de la consolidación de Estados Unidos como poder hegemónico unipolar y agente promotor de la globalización neoliberal, basada en la reducción a las barreras arancelarias y normativas en el flujo de comercio e inversiones internacionales. En paralelo a un escenario sociopolítico interno caracterizado por la socialización del impacto de la Dictadura en el deterioro institucional y la violación de derechos humanos en Chile, y la búsqueda de una nueva institucionalidad que garantice los derechos fundamentales y el Estado de derecho, determinada en aquel entonces por la hegemonía del proyecto político de la Concertación de Partidos por la Democracia. En respuesta, el país estableció bajo el enfoque institucionalista de las Relaciones Internacionales, un modelo de inserción internacional de país conectado con los principales mercados globales, mediante tratados de libre comercio, y los principios políticos de respeto del derecho internacional y la resolución pacífica de controversias, la promoción de la democracia y el multilateralismo, el respeto de los derechos humanos, y la responsabilidad de cooperar.
En 1945 Chile fue uno de los cincuenta y un Estados fundadores de la ONU, donde ha sido miembro no permanente de su Consejo de Seguridad en cinco ocasiones: en los periodos 1952-1953, 1961-1962, 1996-1997, 2003-2004 y 2014-2015. Como apoyo a las misiones de paz de la ONU, Chile ha destacado diversos cuerpos militares en Bosnia y Herzegovina (UNMIBH), Camboya (UNTAC), Chipre (UNFICYP), El Salvador (ONUSAL), Haití (MINUSTAH), India-Pakistán (UNMOGIP), (UNIPOM); Irak-Kuwait (UNIKOM), Kosovo (MINUK), Líbano (UNOGIL), Oriente Medio (UNTSO), República Democrática del Congo (MONUC) y Timor Oriental (UNTAET y UNMISET).
Chile es sede de la Comisión Económica para América Latina y el Caribe (CEPAL), las oficinas regionales para América Latina y el Caribe de la Organización de las Naciones Unidas para la Alimentación y la Agricultura (FAO), y la Organización de las Naciones Unidas para la Educación, la Ciencia y la Cultura (UNESCO), además de la oficina regional para el Cono Sur de la Organización Internacional del Trabajo (OIT).
Chile fue anfitrión de la segunda Cumbre de las Américas en 1998, presidente del Grupo de Río en 2001, sede Ministerial de Defensa de las Américas en 2002, y de la cumbre de la APEC y de las reuniones conexas en 2004. El país es miembro asociado del Mercosur (desde 1996) y la Comunidad Andina (miembro fundador en 1969, se retiró en 1976 y reingresa en 2006), y miembro pleno de APEC (desde 1994) y de la OCDE (desde 2010).

## Relaciones diplomáticas

### Sí
- 178 países.
- Santa Sede, soberana sobre la Ciudad del Vaticano.

### No
- Bolivia: Rompió relaciones diplomáticas con Chile el 17 de marzo de 1978.[19] No obstante, Chile y Bolivia mantienen en la actualidad relaciones consulares.
- Por diversos motivos (políticos, económicos, etc.), Chile ha suspendido, o bien, no ha establecido aún relaciones diplomáticas con trece naciones:[20] Burundi, Chad, Comoras, Eritrea, Gambia, Guinea-Bisáu, Níger, Sierra Leona y Somalía[21] y Yibuti en África;  Bután e Yemen en Asia.

### Por definir
- Estado de Palestina: Chile reconoció formalmente su independencia el 7 de enero de 2011.[22] En la actualidad, Chile tiene una representación de embajada en Palestina y viceversa. Asimismo, la colonia palestina en Chile es la más grande del mundo fuera de Medio Oriente.[23]

## Estados con reconocimiento limitado

Estado de las relaciones internacionales de Chile en el mundo.

### Sí
- Islas Cook: Chile mantiene relaciones con ella desde marzo de 2016.[24] Esto se debe a que la ONU le permitió a las Islas Cook (desde 1992) y a Niue (desde 1994), en su condición de estados asociados de Nueva Zelanda, mantener relaciones diplomáticas con otros países.[25]

### No
- República de China: Chile mantuvo relaciones con ella hasta el 15 de diciembre de 1970, cuando se reconoció a la República Popular China como único representante de China. No obstante, Chile y República de China mantienen relaciones económicas y culturales, a través de la Oficina Económica y Cultural de Taipéi en Chile y la Oficina Comercial de Chile en Taiwán.

- Chile no reconoce formalmente la independencia de 5 autoproclamados estados (Abjasia, Osetia del Sur, República Turca del Norte de Chipre, Somalilandia y Transnistria) ya que apoya el mantenimiento de la integridad territorial de los países reclamantes.

- Niue: Véase Islas Cook en el punto anterior.

### Por definir
- Kosovo: Tras la declaración de independencia de Kosovo en 2008, Chile emitió una declaración señalando que analizaría las deliberaciones de otros organismos antes de tomar una decisión.[26]
- República Árabe Saharaui Democrática: Chile ha emitido comentarios contradictorios. Históricamente, Chile ha manifestado su apoyo a la independencia de dicho territorio y el retiro de tropas marroquíes.[27][28][29] Sin embargo, hasta la fecha aún no ha reconocido a la República Árabe Saharaui Democrática y el sitio web del Ministerio de Relaciones Exteriores incluye al Sahara Occidental como un territorio separado del marroquí, con el cual no se mantienen relaciones diplomáticas. Por otro lado, Sergio Romero Pizarro, mientras era presidente del Senado, declaró a periodistas marroquíes el apoyo al reclamo de dicho país sobre el territorio saharahui.[30]

## Relaciones diplomáticas de Chile por país

### América

#### Argentina
Chile y Argentina fueron aliados durante la guerra de independencia contra España. El general argentino José de San Martín cruzó los Andes con el chileno Bernardo O'Higgins y juntos derrotaron a los españoles. Sin embargo, después de las independencias las relaciones se estropearon. Esto se debió principalmente a la difusión de teorías nacionalistas y a que ninguna de las jóvenes naciones mantenía una posesión efectiva de sus territorios del sur y de la Patagonia.
Los intentos de aclarar las fronteras culminaron en 1881, con la firma del Tratado de 1881 entre Argentina y Chile, cuando Chile ya había ocupado Lima en la guerra con Bolivia y Perú. Este tratado sentó la base de la frontera entre ambos países, desmilitarizó el estrecho de Magallanes, declaró obsoletos los tratados anteriores y nombró una instancia en caso de controversias.  
Sin embargo, sus deficiencias originaron el conflicto del Beagle que, aunque no ha sido el único, ha sido el más recordado.
El Tratado de 1881 entre Argentina y Chile es válido hasta hoy, nunca ha sido puesto en duda por ninguno de los países y, pese a sus deficiencias, ha permitido la solución pacífica de las controversias.
El conflicto del Beagle se centró en la disputa por la soberanía de las islas e islotes íntegramente ubicados en el llamado «martillo del laudo», un polígono definido en el Compromiso de Arbitraje que ambos países firmaron en 1971, en el que se hallan ubicadas las islas Picton, Nueva, Lennox, Gratil, Augustus, Snipe, Becasses, Gable y otros islotes. Se acordó someter la resolución de la disputa a la decisión de una corte arbitral que debía dar a conocer su fallo al gobierno del Reino Unido, que era el árbitro formal. El 2 de mayo de 1977 el laudo arbitral otorgó aguas navegables en el canal Beagle a ambos países y la mayor parte de las islas y de los derechos oceánicos generados por ellas a Chile.
El 25 de enero de 1978 la junta militar de Argentina encabezada por el general Jorge Videla declaró que nula la decisión final e intensificó su reclamo sobre las islas. El 22 de diciembre de 1978, Argentina comenzó la Operación Soberanía, sobre las islas en disputa, pero la invasión se detuvo debido a las malas condiciones meteorológicas. Aunque, según análisis realizados con posterioridad, se temían dos consecuencias. La primera, era una posible regionalización del conflicto, siendo que países como Perú, Bolivia, Ecuador y Brasil podrían tomar partido de la guerra. La segunda era el clima de la zona, el cual podría matar a más combatientes que el conflicto en sí.
En diciembre de 1978, días antes de que Videla firmara el acta de guerra contra Chile, el Papa Juan Pablo II, acordó mediar la situación de ambos países. El enviado de este, Antonio Samoré, evitó la guerra con éxito y propuso un nuevo y definitivo límite en dicha zona. Ambos países estuvieron de acuerdo y firmaron el Tratado de Paz y Amistad de 1984, poniendo fin a esta controversia.
Dado que ambos países retornaron a la democracia a fines de la década de 1980 y principios de la década de 1990, en esa última década comenzó una estrecha integración económica y política en la que se resolvieron casi todas las disputas fronterizas aún pendientes.
La última delimitación fronteriza por resolver entre ambos países la constituyen 50 kilómetros en los Campos de Hielo, entre el Monte Fitz Roy y el Monte Daudet. En agosto de 2006, un mapa turístico publicado en Argentina, mostró la zona en disputa como parte de dicho país, lo que provocó renovados esfuerzos para resolver la controversia de esa zona.

#### Barbados
Barbados está acreditado en Chile a través de su embajada en Caracas, Venezuela. Por su parte, Chile está acreditado a Barbados en su embajada en Puerto España, Trinidad y Tobago y mantiene un consulado honorario en Bridgetown. Barbados y Chile establecieron formalmente relaciones diplomáticas el 3 de octubre de 1967. Chile fue el primer país latinoamericano con el que Barbados estableció formalmente relaciones diplomáticas. Ambos países se plantearon la agenda de reavivar las relaciones en el 2005 como un precursor de la tentativa Área de Libre Comercio de las Américas. Con los actuales bloques han discutido la introducción de un acuerdo de libre comercio y, más concretamente, de Chile y específicamente de la CARICOM han tomado nota de la posibilidad de establecer un acuerdo de libre comercio.
El presidente chileno Ricardo Lagos visitó Barbados, el 20 y el 21 de febrero de 2005. Por su parte, el primer ministro de Barbados correspondiá la visita oficial a Chile el 16 de noviembre de 2005. Como parte de su reunión el Gobierno de Barbados se comprometieron a apoyar a un diplomático chileno José Miguel Insulza, para el cargo de Secretario General de la Organización de Estados Americanos (OEA). En mayo de 2009, el primer ministro David Thompson delineó su plan para más relaciones de Barbados en las Américas. Como parte de su esquema nombró a Chile como uno de los tres países que deseaba que su gobierno aumentara aún más las relaciones con América del Sur.

#### Bolivia
Las relaciones con Bolivia han sido tensas desde que las guerras de independencia debido a la disputa fronteriza de Atacama (Bolivia reclama un corredor hacia el Océano Pacífico). Los españoles nunca se molestaron en establecer una frontera entre Chile y Bolivia. Chile afirmaba que su límite con el Perú era el río Loa y que, por lo tanto, Bolivia no poseía salida al mar, mientras que Bolivia afirmaba que tenía una costa y que el límite con Chile era el río Salado. La frontera sigue siendo vaga en todo el siglo XIX. Por último, Bolivia y Chile acordaron, en 1866, permitir el acceso de Bolivia al Pacífico y que el límite de los dos países correría a lo largo del paralelo 24. El área entre el paralelo 25 y 23 quedaría desmilitarizada y se permitiría a pobladores de ambos países. También se acordó que los impuestos sobre la exportación de salitre no aumentarían.
Sin embargo, en 1878, el dictador boliviano general Hilarión Daza aumentó los impuestos sobre la exportación de salitre, violando el tratado de 1866. Cuando las empresas salitreras de capitales chilenos protestaron, Daza expropió sus empresas y las vendió en una subasta pública. Daza, a continuación, pone fin a todo comercio con Chile y exilia a todos los residentes chilenos de Bolivia (en el puerto boliviano de Antofagasta había más chilenos que bolivianos). En respuesta, Chile declaró la guerra a Bolivia y ocupó la costa de este país. Perú, en 1873, firmó un pacto secreto con Bolivia en la que los dos países se comprometieron a luchar juntos contra cualquier nación que amenace a uno de ellos. Cuando el Perú se negó a ser neutral en el conflicto entre Chile y Bolivia, Chile declaró la guerra a Perú. Chile derrotó a ambos países y se anexó la costa reclamada por Bolivia. Esto fue ratificado en un tratado de 1904.
Las relaciones diplomáticas con Bolivia siguieron siendo tensas debido a la aspiración permanente de Bolivia al mar. En 1964, el presidente boliviano Víctor Paz Estenssoro rompió relaciones diplomáticas con Chile. Los generales Augusto Pinochet y Hugo Banzer reanudaron las relaciones diplomáticas y se trató de resolver los conflictos territoriales. Las negociaciones secretas se iniciaron en 1973 y en 1975 las relaciones diplomáticas entre Chile y Bolivia fueron establecidas. Ese año, Pinochet y Banzer se reunieron en la ciudad fronteriza boliviana de Chañara. Pinochet accedió a dar a Bolivia una pequeña franja de tierra que se extiende entre la ciudad chilena de Arica y la frontera peruana. Sin embargo, el Tratado de Lima entre Perú y Chile, precisó que Chile debe consultar a Perú antes de la concesión de los terrenos a un tercero en la zona de Tarapacá. El presidente peruano, general Francisco Morales Bermúdez no estaba de acuerdo con la propuesta y en su lugar elabora su propia propuesta, en la que las tres naciones comparten la administración del puerto de Arica y el mar, justo delante de ella. Pinochet se negó este acuerdo, y Banzer rompió relaciones con Chile en 1978. El fracaso de los acuerdos de Chañara fue una de las razones de la caída de Banzer en ese mismo año.
Chile y Bolivia mantienen relaciones consulares, y parece que se han convertido en más amigables. El presidente chileno Ricardo Lagos asistió a la proclamación del presidente de Bolivia, Evo Morales. Morales ha anunciado repetidamente su intención de establecer relaciones diplomáticas con Chile, una vez más, pero todavía no ha renunciado a la reclamación de Bolivia al mar. Bolivia en 2013 demandó a Chile ante la CIJ, la cual buscaba obligar a este país a negociar "de buena fe" la salida "soberana" de Bolivia al mar. La victoria fue dada a Chile con 13 votos a favor, lo que ocasionó un 
orgullo y malestar generalizado en la población chilena contra Bolivia.

#### Brasil
Actualmente, ambos países tienen estrechas relaciones quienes abogan por una política de paz y por la economía de mercado abierto. Chile y Brasil han actuado en numerosas ocasiones como mediadores en conflictos internacionales, como en 1914, en un problema diplomático entre los Estados Unidos y México, para evitar una posible guerra de estado entre los dos países. Más recientemente, desde la rebelión de 2004 en Haití, Chile y Brasil han participado activamente en la Estabilización de las Naciones Unidas en Haití, que es dirigida por el Ejército de Brasil. Son también dos de las tres economías más importantes de América del Sur

#### Canadá
Desde 1997 las relaciones comerciales entre Canadá y Chile han estado regidas por el Tratado de Libre Comercio Canadá-Chile, siendo con la primera nación latinoamericana con la cual obtiene un Tratado de Libre Comercio.

#### Colombia
Artículo principal: Relaciones Chile-Colombia
Ambos países de Sudamérica pertenecen a la Comunidad de Estados Latinoamericanos y Caribeños, la Organización de Estados Americanos, el Grupo de Río, y la Unión de Naciones Suramericanas, además de tener lazos diplomáticos en el MERCOSUR, instancia de la cual ambos son estados asociados. Asimismo, ambos países impulsaron la creación de la Alianza del Pacífico, junto a México y Perú. Durante la Guerra del Pacífico, las relaciones entre ambos países fueron tensas, principalmente por el rol de Panamá, entonces estado administrativamente dependiente de Colombia, que servía para el transbordo de material de guerra peruano traído desde Europa, la costa este de los Estados Unidos de América o desde Costa Rica hasta el puerto de Colón donde eran llevados por ferrocarril hasta la Ciudad de Panamá para ser embarcados desde allí a Perú, a veces con escala en Ecuador para simular otro destino, por las embarcaciones peruanas Talismán, Chalaco, Limeña, Estrella, Enriqueta y Guadiana.  Ello contravenía el Tratado de Amistad, Comercio y Navegación firmado el 16 de febrero de 1844 entre Chile y Colombia, que estipulaba la «estricta e imprescindible obligación de no facilitar a los enemigos de Chile elementos bélicos de cualquier clase». Tras las protestas del gobierno chileno, el presidente Julián Trujillo Largacha declaró que la neutralidad del istmo obligaba a permitir el paso de mercancías sin control de su contenido ni de su destino. Los transportes de armas y las protestas diplomáticas chilenas continuaron. A fines de 1879 arribó a la Ciudad de Panamá el transporte armado chileno Amazonas que logró detener el contrabando de armas a Perú hasta la caída de Lima.
En 1881, Chile nombró como representante diplomático en Colombia al intelectual y poeta José Antonio Soffia, cuya misión fue reanudar las relaciones de amistad y descomprimir las tensiones originadas entre ambos países, así como abogar por el interés chileno de no intervención estadounidense o europea en los asuntos sudamericanos. En ese contexto, el año 1885, Chile acudió en defensa de los intereses de la Unión Colombiana al suscitarse una crisis con Estados Unidos. Los norteamericanos enviaron a su Armada a Panamá para proteger a sus ciudadanos e intereses tras la insurrección contra el gobierno colombiano comandada por Rafael Aizpuru. El accionar estadounidense significaba una violación de sus obligaciones contraídas en el tratado firmado con Colombia en 1846. El 7 de abril, el buque estadounidense USS Shenandoah llegó a Ciudad de Panamá y tres días más tarde, otros buques norteamericanos, como el USS Galena, recalaron en la ciudad de Colón. El 27 de abril una fuerza de marines se acuarteló en la Ciudad de Panamá. Al día siguiente, tropas colombianas llegaron al puerto de Buenaventura, el puerto colombiano más cercano al océano Pacífico. Chile veía con preocupación la interrupción de las comunicaciones a través del istmo de Panamá, y en respuesta a la intervención estadounidense, el 10 de abril zarpó desde Valparaíso el crucero protegido Esmeralda de la Armada de Chile, que luego de reabastecer en el puerto peruano de Callao, arriba a Panamá el 28 de abril de 1885. Las órdenes dadas al capitán de la Esmeralda, Juan López Lermanda, fueron detener, por cualquier medio, una eventual anexión de Panamá por parte de los Estados Unidos. Para cuando los chilenos arribaron, la situación en Panamá había sido resuelta. Los norteamericanos se retiraron de Ciudad de Panamá, al saber del desplazamiento de la nave de combate chilena, ciudad que posteriormente fue ocupada por el gobierno colombiano el 30 de abril. Por consiguiente, la acción del buque chileno tuvo incidencia directa en la decisión norteamericana de abandonar Panamá. La que fue señalada por la prensa del país del norte, pues el Esmeralda era considerado el más poderoso buque en la costa del Pacífico en ese momento: según una publicación estadounidense en agosto de 1885, después de los acontecimientos de Panamá.
El 27 de abril de 2006, ambos países firmaron un tratado de libre comercio. El 19 de abril del año siguiente, la presidenta Michelle Bachelet realizó una visita de Estado a Colombia, suscribiéndose un convenio para evitar la doble tributación, y un Plan de Acción contra la Delincuencia Organizada y el Terrorismo. En 2011, ambos países suscribieron memorandos de entendimiento para la asociación estratégica entre Chile y Colombia, para el fortalecimiento del diálogo y cooperación consular, para la cooperación en asuntos antárticos, y para la realización de iniciativas de cooperación Sur-Sur triangular, mientras que el año siguiente firmaron acuerdos de reconocimiento mutuo de títulos y grados académicos y para el uso compartido de representaciones diplomáticas.
Un punto importante que reafirma el buen estado de las relaciones entre ambos países fue la participación de Chile como país acompañante, junto a Venezuela, durante el proceso de paz en Colombia, que terminó con el término del conflicto armado con las FARC. Asimismo, Chile participa como garante de un proceso similar de negociaciones llevado a cabo entre el gobierno colombiano y el Ejército de Liberación Nacional.
En 2019, los presidentes chileno y colombiano, Sebastián Piñera e Iván Duque, fueron los dos principales impulsores y fundadores del Foro para el Progreso de América del Sur (Prosur).
Actualmente, Chile tiene una embajada en Bogotá y Colombia tiene una embajada en Santiago.

#### Ecuador
Chile y Ecuador han sido aliados tradicionales debido a sus conflictos con el Perú. Chile en conjunto con las demás potencias ABC y los Estados Unidos se encuentran entre los garantes del Protocolo de Río que siguió a la guerra entre Perú y Ecuador en 1942. Además en la Guerra del Cenepa entre Ecuador y Perú en 1995, Chile suministró armas a Ecuador. En los últimos años las relaciones entre Chile y Ecuador han sido aún más estrechas, sobre todo en las administraciones de Michelle Bachellet y Rafael Correa, donde  Ecuador ha ratificado los tratados marítimos de 1952, por los cuales Chile y Perú mantenían una disputa territorial en la Corte Internacional de La Haya.

#### Estados Unidos

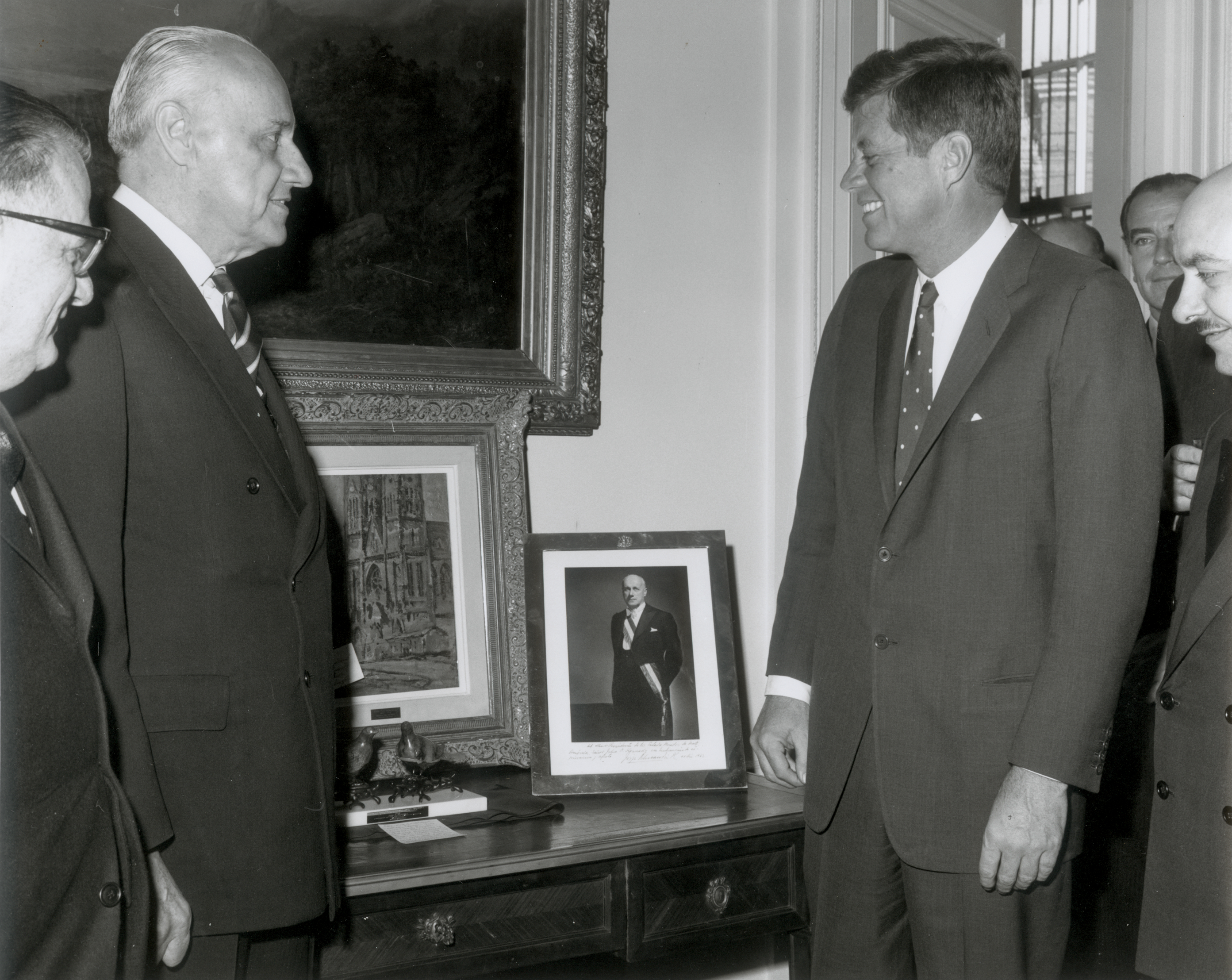
El Presidente Jorge Alessandri junto al Presidente John F. Kennedy en la Embajada de Chile en Estados Unidos, 1962

Las relaciones de Chile y Estados Unidos han sido mejores en el período 1988 a 2009 que en cualquier otro momento en la historia. A finales de la década de 1980 y principios de la década de 1990, el gobierno de Estados Unidos aplaudió el resurgimiento de las prácticas democráticas en Chile, a pesar de haber facilitado el golpe de 1973 al estado chileno, la acumulación desestabilizadora que incluyó a la economía del país y la política.

#### Haití
- Chile tiene una embajada en Port-au-Prince.
- Haití tiene una embajada en Santiago.

#### México
- El 20 de mayo de 1914, Chile y las otras potencias ABC se reunieron en las Cataratas del Niágara, Canadá, para mediar vía diplomática a fin de evitar un estado de guerra entre Estados Unidos y México sobre el incidente de Veracruz y el asunto de Tampico.
- México rompió unilateralmente relaciones diplomáticas con Chile en 1974, disconforme con el régimen del general Augusto Pinochet. Fue una situación excepcional dentro de Latinoamérica, con la excepción de Cuba. Las relaciones no se reanudaron sino hasta 1990.
- México tiene una embajada en Santiago de Chile.
- Chile tiene una embajada en la Ciudad de México.
- Actualmente ambos países han firmado un acuerdo de libre comercio que comenzó a trabajar en 1999.[32]

#### Paraguay
- Las relaciones de Chile y Paraguay se inician el 22 de julio de 1843.
- Chile tiene una embajada en Asunción.
- Paraguay tiene una embajada en Santiago de Chile y un consulado en Iquique y uno en Antofagasta
- Ambos países son miembros en pleno derecho del Grupo de los 77, del Grupo de Río, de la Asociación Latinoamericana de Integración, de la Asociación de Academias de la Lengua Española, de la Organización de Estados Americanos, de la Organización de Estados Iberoamericanos y de la Unión Sudamericana de Naciones.

#### Perú
Chile y Perú tuvieron excelentes relaciones en el momento de la independencia, y el general  Bernardo O'Higgins participó activamente en la liberación del Perú. Chile fue un firme aliado de Perú contra España durante la guerra de 1864-1866 sobre las islas Chincha, y el puerto chileno de Valparaíso fue bombardeado por parte de España, incluso durante el conflicto. Sin embargo, en 1873 el Perú firmó un pacto secreto de defensa con Bolivia en el cual se comprometía a ayudar a esa nación en caso de ataque exterior. El momento llegó en 1879, cuando la Guerra del Pacífico comenzó. Perú se negó a ser neutral y Chile declaró la guerra a Perú y Bolivia. Chile consiguió una victoria decisiva, e incluso llegó a Lima y procedieron a ocupar el Perú por unos años.
En 1883, Chile y Perú firmaron el Tratado de Ancón, en la que el Perú entregó la provincia de Tarapacá. El Perú también tuvo que entregar a los departamentos de Arica y Tacna. Estos permanecerían bajo el control de Chile hasta una fecha posterior, cuando habría un plebiscito para decidir qué nación debería mantener el control de Arica y Tacna. Chile y Perú, sin embargo, fueron incapaces de ponerse de acuerdo sobre cómo o cuándo celebrar el plebiscito, y en 1929, ambos países firmaron el Tratado de Lima, en la que el Perú obtuvo Tacna y Chile mantuvo el control de Arica.
Las relaciones se han mantenido deplorables debido a la guerra. En 1975, ambos países estuvieron al borde de la guerra, sólo unos pocos años antes del centenario de la Guerra del Pacífico. El conflicto fue alimentado por las disputas ideológicas, en Perú el general Juan Velasco Alvarado fue un izquierdista, mientras que el general chileno Augusto Pinochet fue un derechista. Velasco, apoyado por Cuba, fijó la fecha de la invasión el 6 de agosto de 1975, el 150.º aniversario de la independencia de Bolivia, así como la fecha en que Chile tenía intención de conceder a este país con un corredor soberano al norte de Arica, ex territorio peruano, la transferencia no aprobada por Perú. Sin embargo, fue disuadido de éxito a partir de la invasión en esa fecha por su asesor, el general Francisco Morales Bermúdez, cuya familia era originaria de la primera región del Perú (actualmente Chile) de Tarapacá. Velasco, más tarde cayó enfermo y fue depuesto por un grupo de generales que proclamó el presidente Morales Bermúdez el 28 de agosto.
Morales Bermúdez aseguró que al gobierno de Chile que el Perú no tenía planes para una invasión a pesar de su enorme superioridad militar. La tensión aumentó de nuevo cuando se descubrió una misión de espionaje chileno en el Perú. Morales Bermúdez fue de nuevo capaz de evitar la guerra, a pesar de la presión de los seguidores ultranacionalista de Velasco.
Las relaciones entre las dos naciones en su mayoría se han recuperado. En 2005, el Congreso peruano aprobó de manera unilateral una nueva ley que establece el límite marítimo con Chile. La posición del Perú es que la frontera nunca ha sido demarcada, pero Chile no está de acuerdo al recordar los tratados en 1952 y 1954 entre los países, que supuestamente definen el límite marítimo. El problema de la frontera todavía no ha sido resuelto. Sin embargo, de Chile, la presidenta Michelle Bachelet y del Perú, el presidente Alan García, ha establecido una relación diplomática positiva, y es muy poco probable que las hostilidades se romperán debido a esta nueva controversia.
Sin embargo, a principios de abril de 2007, sectores nacionalistas peruanos, principalmente representada por el ala izquierda el excandidato presidencial Ollanta Humala decidieron reunirse en el "Hito uno", a la derecha en la frontera con Chile, en un intento simbólico para reclamar la soberanía sobre una zona marítima conocida en Perú como Mar de Grau, al oeste de la ciudad chilena de Arica. La policía peruana detuvo a un grupo de cerca de 2.000 personas a sólo 10 klms de la frontera, que les impidió llegar a su destino. A pesar de estos incidentes, los presidentes de Chile y Perú han confirmado su intención de mejorar las relaciones entre los dos países, principalmente impulsados por la gran cantidad de intercambio comercial entre ambos países en el sector privado.

#### Uruguay
- Chile tiene una embajada en Montevideo.
- Uruguay tiene una embajada en Santiago de Chile.
- Ambos países son miembros en pleno derecho del Grupo de los 77, del Grupo de Río, de la Asociación Latinoamericana de Integración, de la Asociación de Academias de la Lengua Española, de la Organización de Estados Americanos, de la Organización de Estados Iberoamericanos y de la Unión Sudamericana de Naciones.

#### Venezuela
- Chile tiene una embajada en Caracas.
- Venezuela tiene una embajada en Santiago de Chile
- Ambos países se debe a la vida de Andrés Bello como un profesor que fue maestro del libertador Simón Bolívar y fue el primer rector de la universidad de Chile.

### Asia

#### Armenia
- Armenia y Chile comienzan sus primeras relaciones en 1992.
- Armenia está representada en Chile a través de su embajada en Buenos Aires, Argentina.
- Chile está representado en Armenia a través de su misión ante Naciones Unidas, Nueva York.

#### Israel
Chile reconoció la independencia de Israel en febrero de 1949. Ambos países establecieron relaciones diplomáticas el 16 de mayo de 1950, con el envío del primer embajador Israelí en esa fecha y el primer embajador de Chile fue enviado el 16 de junio de 1952. Chile tiene una embajada en Tel Aviv, e Israel tiene una embajada en Santiago de Chile.

#### Japón
Durante la Segunda Guerra Mundial, las relaciones entre los dos países fueron gravemente dañadas. En 1943, el presidente Juan Antonio Ríos suspendió las relaciones con Japón y en febrero de 1945, declaró las relaciones en un "estado de beligerancia". Finalmente, el 12 de abril de 1945, Chile declaró la guerra a Japón. Las relaciones fueron restablecidas mediante la firma del Tratado de San Francisco en 1952. Japón tiene una embajada en Santiago de Chile y a su vez Chile tiene una embajada y un consulado general en Tokio además de tres consulados honorarios en Osaka, Sapporo y Nagasaki.

### Europa

#### Austria
Las primeras relaciones bilaterales se remontan a 1846. Austria posee una embajada en Santiago de Chile y 4 consulados honorarios en Arica, Temuco, Valparaíso y Valdivia. Por su parte, Chile tiene una embajada en Viena y 3 consulados honorarios en Linz, Klagenfurt y Salzburgo.

#### Croacia
- Chile y Croacia comienzan sus relaciones el 15 de abril de 1992.
- Chile posee una embajada en Zagreb y consulados honorarios en Rijeka y Split.
- Croacia posee una embajada en Santiago de Chile y consulados honorarios en Iquique, Antofagasta y Punta Arenas.
- El Senado de Chile ha otorgado el presidente croata Stjepan Mesić una orden de mérito, en honor a la mejora de las relaciones bilaterales entre Croacia y Chile. Mientras que representando a Chile, el vicepresidente del Senado, Baldo Prokurica dijo que encontró las áreas de mayor colaboración en el futuro en la investigación de petróleo, gas y los astilleros, y expresó su interés en las becas que los estudiantes chilenos en Croacia.
- Hay entre 380.000 y 500.000 personas de ascendencia croata en Chile.

#### Estonia
- Chile reconoció a Estonia el 28 de agosto de 1991, y las relaciones diplomáticas entre los dos países se establecieron el 27 de septiembre de 1991. Chile está representado en Estonia a través de su embajador, que reside en Helsinki, Finlandia, y a través de un Consulado Honorario en Tallin. Estonia está representada en Chile a través de un Consulado Honorario en Santiago de Chile.
- Un acuerdo sobre la exención de visado entre Estonia y Chile entró en fuerza el 2 de diciembre de 2000. Los dos países también tienen en vigor un memorando de cooperación entre los Ministerios de Asuntos Exteriores, sobre el turismo, cultura, la cooperación de IT se está preparando.
- Chile está entre los más importantes socios comerciales de Estonia en el extranjero de América del Sur.
- En 2007, el comercio entre Estonia y Chile fue valorada en 6,3 millones de euros. Las exportaciones estonias incluyen principalmente maquinaria, equipos mecánicos, y los combustibles minerales, las exportaciones de Chile incluyen principalmente el vino, pescado, crustáceos y frutas. En 2004, el 83% de las exportaciones de Chile a Estonia, se valoraron por un total de 2,4 millones de euros, la mayoría consistió en vino. En 2008, los vinos chilenos celebraron la mayor cuota de mercado de los vinos importados de Estonia, seguido de los vinos españoles. Debido a su clima es adecuado para la producción a gran escala de la uva, el vino más vendido en Estonia es importado.
- En 2006, Estonia y Chile dictaron en conjunto una serie de estampillas de la Antártida, diseñadas por Ülle y los dibujos Jüri Kass, con las imágenes de los pingüinos emperador y la ballena minke. Las obras de los escritores chilenos Isabel Allende, Pablo Neruda y José Donoso han sido traducidas al estonio.

#### Finlandia
Chile reconoció la independencia de Finlandia el 17 de junio de 1919. Las relaciones diplomáticas entre ellos se establecieron en 1931 y se ha mantenido constantes, a pesar de las presiones a veces para suprimirlas. Los dos países mantienen embajadores residentes en ambas capitales. 
Finlandia tiene varios consulados a lo largo de Chile, entre las ciudades se incluyen Concepción, Antofagasta, Valparaíso y Punta Arenas.

#### Grecia
Desde 1832, Grecia ha tenido una embajada en Santiago de Chile, junto con consulados honorarios en Antofagasta y Valparaíso, cuyo representante es el Dr. Alex Guerra Sclavos.
Desde 1833, Chile posee una embajada en Atenas y consulados honorarios en Pireo, Salónica, Creta y Kalamata.

#### Irlanda
- Chile tiene una embajada en Dublín.
- Irlanda está representada en Chile a través de su embajada en Santiago

#### Italia
- Las primeras relaciones comenzaron en 1864.
- Chile posee una embajada en Roma y un consulado general en Milán.
- Italia posee una embajada en Santiago de Chile y un consulado honorario tanto en Concepción como en Iquique y Valparaíso.
- Ambos países son miembros en pleno derecho de la Unión Latina.

#### Rumania
- Las relaciones comenzaron el 5 de febrero de 1925.
- En 1965 se reanudaron las relaciones diplomáticas. Aunque la mayoría de los países de Europa del Este rompió sus relaciones con Chile después de 1973. Rumania y la ex Yugoslavia mantuvieron su representación en Santiago de Chile y el gobierno chileno no cerró sus oficinas en Belgrado y Bucarest.
- Aproximadamente 3.000 exiliados chilenos buscaron asilo en Rumania durante el régimen militar del general Augusto Pinochet.
- Chile tiene una embajada en Bucarest y consulados honorarios en Braşov y Cluj-Napoca.
- Rumanía tiene una embajada en Santiago de Chile.

#### Rusia
- Chile tiene una embajada en Moscú.
- Rusia tiene una embajada en Santiago.

#### Turquía
Chile fue el primer país de América Latina, que reconoce a Turquía con el Tratado de Amistad, el 30 de enero de 1926. En Santiago de Chile, se pueden encontrar la Plaza de la República de Turquía, Ataturk Colegio y el monumento de Atatürk. La embajada turca en Chile es la primera embajada de Turquía que se abrió en América Latina. Además en Turquía existe una plaza de en honor a Chile en Ankara, inaugurada el 18 de septiembre de 1970 que contiene el monumento a Bernardo O'Higgins. La plaza de Pablo Neruda en Turquía, fue inaugurada en 2007.

#### Ucrania
- Chile está representado en Ucrania a través de su embajada en Varsovia, Polonia y por medio de un consulado honorario en Kiev.
- Ucrania está representada en Chile a través de su embajada en Santiago.
- Ambos países son miembros del Movimiento de Países No Alineados.

### Oceanía

#### Australia
- Las relaciones diplomáticas se remontan a la época en que Australia era una colonia británica, durante la fiebre del oro de Australia, la población creció rápidamente y Chile se convirtió en uno de los principales proveedor de trigo y había un tráfico regular de buques entre Sídney y Valparaíso.
- Ambos países son miembros de la APEC, el Grupo de Cairns.
- Australia y Chile, firmadon un Acuerdo de libre comercio el 30 de julio de 2008. El acuerdo entró en vigor el primer trimestre de 2009.

## Sistemas de relaciones internacionales de países extranjeros en Chile

#### Sistema de Relaciones Internacionales de Alemania en Chile
- Embajada de Alemania en Chile.
- Consulado de Alemania en Santiago.
- Agencia Alemana para la Cooperación Internacional (GIZ).
- Servicio Alemán de Intercambio Académico (DAAD).
- Instituto Goethe.
- Heidelberg Center para América Latina.
- Cámara Chileno-Alemana de Comercio e Industria (AHK Chile).
- Germany Trade and Invest.
- Fundación Friedrich Ebert.
- Fundación Heinrich Böll.
- Fundación Hanns Seidel.
- Fundación Konrad Adenauer.
- Representación del Estado de Bayern para Sudamérica.
- Consulado Honorario de Alemania en Arica.
- Consulado Honorario de Alemania en Antofagasta.
- Consulado Honorario de Alemania en La Serena.
- Consulado Honorario de Alemania en Viña del Mar.
- Consulado Honorario de Alemania en Concepción.
- Consulado Honorario de Alemania en Villarrica.
- Consulado Honorario de Alemania en Valdivia.
- Consulado Honorario de Alemania en Puerto Montt.
- Consulado Honorario de Alemania en Punta Arenas.

#### Sistema de Relaciones Internacionales de Arabia Saudita en Chile
- Embajada de Arabia Saudita.
- Consulado de Arabia Saudita en Santiago.

#### Sistema de Relaciones Internacionales de Argelia en Chile
- Embajada de Argelia.
- Consulado de Argelia en Santiago.

#### Sistema de Relaciones Internacionales de Argentina en Chile
- Embajada de Argentina en Chile.
- Consulado de Argentina Santiago.
- Consulado de Argentina en Antofagasta.
- Consulado de Argentina en Valparaíso.
- Consulado de Argentina en Concepción.
- Consulado de Argentina en Puerto Montt.
- Consulado de Argentina en Punta Arenas.
- Cámara de Comercio Chileno Argentina.

#### Sistema de Relaciones Internacionales de Australia en Chile
- Embajada de Australia en Chile y Ecuador.
- Consulado de Australia en Santiago.
- Comisión Australiana de Comercio (AUSTRADE).
- Trade and Investment Queensland.
- Investment New South Wales.
- Cámara Chilena Australiana de Comercio (AUSCHAM).
- Invest Victoria
- Education Queensland International.

#### Sistema de Relaciones Internacionales de Austria en Chile
- Embajada de Austria en Chile.
- Consulado de Austria en Santiago.
- Advantage Austria.
- Consulado Honorario de Austria en Arica.

#### Sistema de Relaciones Internacionales de Bélgica en Chile
- Embajada de Bélgica en Chile.
- Consulado de Bélgica en Santiago.
- Flanders Investment and Trade (FIT).
- Agencia Valona para la Exportación e Inversiones Extranjeras (AWEX).
- Cámara Chileno Belgo Luxemburguesa de Comercio (BELGOLUX).
- Consulado Honorario de Bélgica en Arica
- Consulado Honorario de Bélgica en Valparaíso.
- Consulado Honorario de Bélgica en Concepción.
- Consulado Honorario de Bélgica en Osorno.
- Consulado Honorario de Bélgica en Punta Arenas.

#### Sistema de Relaciones Internacionales de Brasil en Chile
- Embajada de Brasil en Chile.
- Consulado de Brasil en Santiago.
- Cámara Chileno Brasileña de Comercio.
- Instituto Guimarães Rosa Santiago.
- Consulado Honorario de Brasil en Iquique.
- Consulado Honorario de Brasil en Valparaíso.
- Consulado Honorario de Brasil en Temuco.
- Consulado Honorario de Brasil en Punta Arenas.

#### Sistema de Relaciones Internacionales de Bolivia en Chile
- Consulado de Bolivia en Arica.
- Consulado de Bolivia en Santiago.
- Consulado de Bolivia en Iquique.
- Consulado de Bolivia en Calama.
- Consulado de Bolivia en Antofagasta.

#### Sistema de Reladciones Internacionales de Canadá en Chile
- Embajada de Canadá en Chile.
- Trade Comissioner Team.
- Consulado de Canadá en Santiago.
- Cámara Chileno Canadiense de Comercio (CANCHAM).
- Export Development Canada (EDC).

#### Sistema de Relaciones Internacionales de China en Chile
- Embajada de China en Chile.
- Consulado de China en Santiago.
- Hong Kong Trade and Development Council (HKTDC Chile Office).
- Centro Cultural Chino.
- Tsinghua Latin American Center.
- Cámara Chileno China de Industria, Comercio y Turismo CHICIT.
- Instituto Confucio de la Universidad Santo Tomás.
- Instituto Confucio de la Pontificia Universidad Católica de Chile.
- Instituto Confucio de la Universidad de la Frontera.
- Fundación Centro de Cooperación Internacional para la Enseñanza de Lenguas CLEC.
- Centro Regional de Institutos Confucio para América Latina CRICAL.
- Núcleo Milenio Impacto de China en América Latina y el Caribe ICLAC.
- Consulado Honorario de China en Iquique.

#### Sistema de Relaciones Internacionales de Colombia en Chile
- Embajada de Colombia en Chile.
- Consulado de Colombia en Santiago.
- Consulado de Colombia en Antofagasta.
- Procolombia.
- Cámara Chileno Colombiana de Comercio.

#### Sistema de Relaciones Internacionales de Corea del Sur en Chile
- Embajada de Corea del Sur en Chile.
- Consulado de Corea del Sur en Santiago.
- Cámara de Comercio Chileno Coreana.
- Agencia Coreana de Promoción del Comercio y las Inversiones (Kotra).
- Instituto Rey Sejong Santiago, Universidad Central.
- Consulado Honorario de Corea del Sur en Puerto Montt.
- Centro de Estudios Comparados de Corea, Universidad Central.

#### Sistema de Relaciones Internacionales de Costa Rica en Chile
- Embajada de Costa Rica en Chile.
- Consulado de Costa Rica en Santiago.
- Consulado Honorario de Costa Rica en Temuco.

#### Sistema de Relaciones Internacionales de Croacia en Chile
- Embajada de Croacia en Chile.
- Consulado de Croacia en Santiago.
- Cámara Chileno-Croata de Comercio y Turismo (CROCHAM).
- Consulado Honorario de Croacia en Iquique.
- Consulado Honorario de Croacia en Antofagasta.
- Consulado Honorario de Croacia en Punta Arenas.

#### Sistema de Relaciones Internacionales de Cuba en Chile
- Embajada de Cuba en Chile.
- Consulado de Cuba en Santiago.
- Instituto Chileno Cubano de Cultura.

#### Sistema de Relaciones Internacionales de Dinamarca en Chile
- Embajada de Dinamarca en Chile.
- Trade Council en Santiago.
- Consulado de Dinamarca en Chile.
- Consulado Honorario de Dinamarca en Arica.
- Consulado Honorario de Dinamarca en Valparaíso.
- Consulado Honorario de Dinamarca en Concepción.

#### Sistema de Relaciones Internacionales de Ecuador en Chile
- Embajada de Ecuador en Chile.
- Consulado de Ecuador en Santiago.
- Pro Ecuador.
- Cámara Chileno Ecuatoriana de Comercio (CAMCHEC).
- Consulado Honorario de Ecuador en Antofagasta
- Consulado Honorario de Ecuador en Concepción

#### Sistema de Relaciones Internacionales de Egipto en Chile
- Embajada de Egipto en Chile.
- Consulado de Egipto en Santiago.

#### Sistema de Relaciones Internacionales de El Salvador en Chile
- Embajada de El Salvador en Chile.
- Consulado de El Salvador en Santiago.

#### Sistema de Relaciones Internacionales de Emiratos Árabes Unidos en Chile
- Embajada de los Emiratos Árabes Unidos.
- Consulado de Emiratos Árabes Unidos en Santiago.

#### Sistema de Relaciones Internacionales de España en Chile
- Embajada de España en Chile.
- Consulado de España en Santiago.
- Oficina Económica y Comercial de España en Chile (ICEX).
- Delegación del País Vasco en Chile.
- Basque Trade and Investment.
- Catalonia Trade and Investment.
- Andalucia Trade.
- Centro Cultural de España en Santiago.
- Cámara Española de Comercio (CAMACOES).
- Consulado Honorario de España en Arica.
- Consulado Honorario de España en Iquique.
- Consulado Honorario de España en Antofagasta.
- Consulado Honorario de España en Coquimbo.
- Consulado Honorario de España en Valparaíso.
- Consulado Honorario de España en San Antonio.
- Consulado Honorario de España en Rancagua.
- Consulado Honorario de España en Curicó.
- Consulado Honorario de España en Talca.
- Consulado Honorario de España en Concepción.
- Consulado Honorario de España en Temuco.
- Consulado Honorario de España en Valdivia.
- Consulado Honorario de España en Puerto Montt.
- Consulado Honorario de España en Castro.
- Consulado Honorario de España en Puerto Aysén.
- Consulado Honorario de España en Punta Arenas.

#### Sistema de Estados Unidos en Chile
- Embajada de Estados Unidos en Chile
- US Commercial Service.
- Consulado de Estados Unidos en Santiago
- Cámara Chilena Norteamericana de Comercio (AmCham).
- Comisión Fulbright en Chile.
- Education USA.
- Instituto Chileno Norteamericano de Santiago
- Instituto Chileno Norteamericano de Valparaíso
- Instituto Chileno Norteamericano de Curicó
- Instituto Chileno Norteamericano de Chillán
- Instituto Chileno Norteamericano de La Serena
- Instituto Chileno Norteamericano de Concepción
- Centro Binacional Chileno Americano de Antofagasta
- American Corner U. Tarapacá Arica
- American Corner UACH Valdivia
- American Corner UMAG Punta Arenas
- American Corner UDP Santiago
- American Academy of Science and Technology UTAL Santiago
- American Corner UCN Antofagasta
- American Corner UA Temuco
- Consejo Chile-USA de Ciencia, Tecnología e Innovación.
- Consejo Chile-California.
- David Rockefeller Center en Santiago (DRCLAS).
- Universidad California Davis Life Science Innovation Center.
- Universidad de Stanford en Santiago.
- Columbia Global Center Santiago.

#### Sistema de Relaciones Internacionales de Filipinas en Chile
- Embajada de Filipinas.
- Consulado de Filipinas.
- Consulado Honorario de FIlipinas en Valparaíso.

#### Sistema de Relaciones Internacionales de Finlandia en Chile
- Embajada de Finlandia.
- Consulado de Finlandia en Santiago.
- Team Finland.
- Business Finland.
- Cámara Chileno Finlandesa de Comercio.
- Consulado de Finlandia en Antofagasta
- Consulado de Finlandia en Valparaíso
- Consulado de Finlandia en Concepción.
- Consulado de Finlandia en Punta Arenas
- Consulado Honorario de Finlandia en Arica.

#### Sistema de Relaciones Internacionales de Francia en Chile
- Embajada de Francia en Chile.
- Delegación Regional de Cooperación para América del Sur.
- Consulado de Francia en Santiago.
- Business France.
- Instituto Francés de Chile.
- Campus France.
- Cámara de Comercio Franco-Chilena.
- Consulado Honorario de Francia en Antofagasta.
- Consulado Honorario de Francia en La Serena.
- Consulado Honorario de Francia en Viña del Mar.
- Consulado Honorario de Francia en Concepción.
- Consulado Honorario de Francia en Temuco.
- Consulado Honorario de Francia en Osorno.
- Consulado Honorario de Francia en Punta Arenas.

#### Sistema de Relaciones Internacionales de Grecia en Chile
- Embajada de Grecia.
- Consulado de Grecia.
- Cámara de Comercio y Cultura Helénico-Chilena.
- Instituto Chileno-Helénico de Cultura.
- Consulado Honorario de Grecia en Antofagasta.
- Consulado Honorario de Grecia en Viña del Mar.

#### Sistema de Relaciones Internacionales de Guatemala en Chile
- Embajada de Guatemala en Chile.
- Consulado de Guatemala en Santiago.
- Cámara Chileno-Guatemalteca de Comercio.

#### Sistema de Relaciones Internacionales de Haití en Chile
- Embajada de Haití en Chile
- Consulado de Haití en Santiago.
- Cámara Chileno-Haitiana de Comercio.

#### Sistema de Relaciones Internacionales de Honduras en Chile
- Embajada de Honduras en Chile.
- Consulado de Honduras en Santiago.
- Cámara de Comercio Chile-Honduras.

#### Sistema de Relaciones Internacionales de Hungría en Chile
- Embajada de Hungría en Chile.
- Consulado de Hungría en Santiago.
- Cámara Chileno-Húngara de Comercio.
- Asociación Chileno-Húngara de Cultura.
- Consulado Honorario de Hungría en Arica.
- Consulado Honorario de Hungría en La Serena.
- Consulado Honorario de Hungría en Valparaíso.
- Consulado Honorario de Hungría en Concepción.
- Consulado Honorario de Hungría en Punta Arenas.

#### Sistema de Relaciones Internacionales de India en Chile
- Embajada de India en Chile.
- Consulado de India en Santiago.
- Cámara Chileno-India de Comercio (CAMINDIA).

#### Sistema de Relaciones Internacionales de Indonesia en Chile
- Embajada de Indonesia en Chile.
- Consulado de Indonesia en Santiago.
- Oficina de Promoción Comercial de Indonesia ITPC.
- Cámara Chileno Indonesia.
- Consulado Honorario de Indonesia en Talca.

#### Sistema de Relaciones Internacionales de Irán en Chile
- Embajada de Irán en Chile.
- Consulado de Irán en Santiago.

#### Sistema de Relaciones Internacionales de Irlanda en Chile
- Embajada de Irlanda en Chile.
- Consulado de Irlanda en Santiago.

#### Sistema de Relaciones Internacionales de Israel
- Embajada de Israel en Chile.
- Consulado de Israel en Santiago.
- Misión Comercial de Israel en Chile.
- Chile-Israel Council.
- Instituto Chileno-Israelí de Cultura.
- Consulado de Israel en Temuco.
- Consulado Honorario de Israel en Iquique.

#### Sistema de Relaciones Internacionales de Italia en Chile
- Embajada de Italia en Chile.
- Consulado de Italia en Santiago.
- Agencia Italiana para el Comercio Exterior ICE.
- Instituto Italiano de Cultura.
- Sociedad Dante Alighieri.
- Cámara de Comercio Italiana de Chile.
- Consulado Honorario de Italia en Arica.
- Consulado Honorario de Italia en Iquique.
- Consulado Honorario de Italia en Antofagasta.
- Consulado Honorario de Italia en Copiapó.
- Consulado Honorario de Italia en La Serena.
- Consulado Honorario de Italia en Valparaíso.
- Consulado Honorario de Italia en Concepción.
- Consulado Honorario de Italia en Temuco.
- Consulado Honorario de Italia en Puerto Montt.
- Consulado Honorario de Italia en Punta Arenas.

#### Sistema de Relaciones Internacionales de Japón en Chile
- Embajada de Japón en Chile.
- Consulado de Japón en Santiago.
- Japan External Trade Organization (JETRO).
- Agencia de Cooperación Internacional de Japón JICA.
- Centro de Estudios Integrales de Japón CEIJA.
- Instituto Cultural Chileno Japonés.
- Cámara Chileno Japonesa de Comercio e Industria.

#### Sistema de Relaciones Internacionales de Jordania en Chile
- Embajada de Jordania en Chile.
- Consulado de Jordania en Santiago.

#### Sistema de Relaciones Internacionales de El Líbano en Chile
- Embajada de El Líbano en Chile.
- Consulado de El Líbano en Santiago.
- Cámara Chileno Libanesa de Comercio.

#### Sistema de Relaciones Internacionales de Libia en Chile
- Embajada de Libia en Chile.
- Consulado de Libia en Santiago.

#### Sistema de Relaciones Internacionales de Malasia en Chile
- Embajada de Malasia en Chile.
- Consulado de Malasia en Santiago.
- Oficina Comercial de Malasia en Chile MATRADE.
- Cámara Chileno Malaya de Comercio CAMCHIMAL.

#### Sistema de Relaciones Internacionales de Marruecos en Chile
- Embajada de Marruecos en Chile.
- Consulado de Marruecos en Santiago.
- Centro Mohammed IV.
- Consulado Honorario de Marruecos en Valparaíso.
- Consulado Honorario de Marruecos en Rancagua.
- Consulado Honorario de Marruecos en Talca.
- Consulado Honorario de Marruecos en Punta Arenas.

#### Sistema de Relaciones Internacionales de México en Chile
- Embajada de México en Chile.
- Consulado de México en Santiago.
- Cámara de Integración Chileno Mexicana.
- Consulado Honorario de México en Concepción.
- Grupo de Estudios Chile-México de la Universidad de Chile.

#### Sistema de Relaciones Internacionales de Nicaragua en Chile
- Embajada de Nicaragua en Chile.
- Consulado de Nicaragua en Santiago.

#### Sistema de Relaciones Internacionales de Noruega en Chile
- Embajada de Noruega en Chile.
- Consulado de Noruega en Santiago.
- Cámara de Comercio Chile-Noruega.
- Consulado Honorario de Noruega en Iquique.
- Consulado Honorario de Noruega en Punta Arenas.

#### Sistema de Relaciones Internacionales de Nueva Zelanda en Chile
- Embajada de Nueva Zelanda.
- Consulado de Nueva Zelanda en Santiago.
- New Zealand Trade and Enterprise.
- Education New Zealand.
- Cámara Chileno-Neozelandesa de Comercio.

#### Sistema de Relaciones Internacionales de Países Bajos en Chile
- Embajada de Países Bajos en Chile.
- Consulado de Países Bajos en Chile.
- Holland House.
- Consulado Honorario de Países Bajos en Iquique.
- Consulado Honorario de Países Bajos en Viña del Mar.
- Consulado Honorario de Países Bajos en Concepción.
- Consulado Honorario en Países Bajos en Valdivia.
- Consulado Honorario en Países Bajos en Puerto Montt.
- Consulado Honorario en Países Bajos Punta Arenas.

#### Sistema de Relaciones Internacionales de Palestina en Chile
- Embajada de Palestina en Chile.
- Consulado de Palestina en Santiago.

#### Sistema de Relaciones Internacionales de Panamá en Chile
- Embajada de Panamá en Chile.
- Consulado de Panamá en Santiago.
- Consulado de Panamá en Valparaíso.

#### Sistema de Relaciones Internacionales de Paraguay en Chile
- Embajada de Paraguay en Chile.
- Consulado de Paraguay en Chile.
- Consulado Honorario de Paraguay en Iquique.
- Consulado Honorario de Paraguay en Antofagasta.
- Consulado Honorario de Paraguay en Valparaíso.

#### Sistema de Relaciones Internacionales de Perú en Chile
- Embajada de Perú en Santiago.
- Consulado de Perú en Santiago.
- Consulado de Perú en Arica.
- Consulado de Perú en Iquique.
- Consulado de Perú en Valparaíso.
- Oficina Comercial de Perú en Chile Promperú.
- Cámara Chileno Peruana de Comercio.

#### Sistema de Relaciones Internacionales de Polonia en Chile
- Embajada de Polonia en Chile.
- Consulado de Polonia en Santiago.
- Polish Investment and Trade Agency in Santiago PAIH.
- Cámara Chilena-Polaca de Comercio.
- Consulado Honorario de Polonia en La Serena.
- Consulado Honorario de Polonia en Concón.
- Consulado Honorario de Polonia en Punta Arenas.

#### Sistema de Relaciones Internacionales Portugal en Chile
- Embajada de Portugal en Chile.
- Consulado de Portugal en Santiago.
- Portugal Global AICEP.
- Leitorado do Instituto Camões em Santiago do Chile.
- Cámara de Comercio Chile-Portugal.
- Consulado Honorario de Portugal en Punta Arenas.

#### Sistema de Relaciones Internacionales del Reino Unido en Chile
- Embajada de Reino Unido en Chile.
- Consulado de Reino Unido en Santiago.
- Department for Business and Trade Chile DBT.
- British Council Chile.
- Cámara Chileno Británica de Comercio BRITCHAM.
- Instituto Chileno Británico de Cultura.
- Consulado Honorario del Reino Unido en Arica.
- Consulado Honorario del Reino Unido en Rapa Nui.
- Consulado Honorario del Reino Unido en Valparaíso.
- Consulado Honorario del Reino Unido en Puerto Montt.
- Consulado Honorario del Reino Unido en Punta Arenas.
- Diplomado en British Cultural Studies de la Universidad de Chile.

#### Sistema de Relaciones Internacionales de República Checa en Chile
- Embajada de República Checa en Chile.
- Consulado de República Checa en Santiago.
- CzechTrade.
- Cámara de Comercio Chileno-Checa y Eslovaca.

#### Sistema de Relaciones Internacionales de República Dominicana en Chile
- Embajada de República Dominicana en Chile.
- Consulado de República Dominicana en Santiago.
- Cámara Chileno-Dominicana de Comercio.

#### Sistema de Relaciones Internacionales de Rumania en Chile.
- Embajada de Rumania en Chile.
- Consulado de Rumania en Santiago.
- Lectorado de Rumano de la Universidad de Chile.

#### Sistema de Relaciones Internacionales de Rusia en Chile
- Embajada de Rusia en Chile.
- Consulado de Rusia en Chile.
- Casa de Rusia en Chile.
- Cámara Chileno-Rusa de Comercio, Cultura y Deportes.
- Consulado Honorario de Rusia en Valparaíso.

#### Sistema de Relaciones Internacionales de Siria en Chile
- Embajada de Siria en Chile.
- Consulado de Siria en Santiago.
- Consulado Honorario de Siria en La Serena.
- Consulado Honorario de Siria en Valparaíso.
- Consulado Honorario de Siria en Rancagua.
- Consulado Honorario de Siria en Osorno.

#### Sistema de Relaciones Internacionales de Sudáfrica en Chile
- Embajada de Sudáfrica en Chile.
- Consulado de Sudáfrica en Santiago.
- Cámara Chilena-Sudafricana de Industria, Comercio y Turismo.

#### Sistema de Relaciones Internacionales de Suecia en Chile
- Embajada de Suecia en Chile.
- Consulado de Suecia en Santiago.
- Business Sweden.
- Cámara Chileno-Sueca de Comercio SWEDCHAM.
- Instituto Chileno-Sueco de Cultura.
- Consulado Honorario de Suecia en Iquique.

#### Sistema de Relaciones Internacionales de Suiza en Chile
- Embajada de Suiza en Chile.
- Swiss Business Hub Chile S-GE.
- Consulado de Suiza en Santiago.
- Cámara Chileno Suiza de Comercio.
- Instituto Chileno Suizo de Idiomas y Cultura.
- Consulado Honorario de Suiza en Concepción.
- Consulado Honorario de Suiza en Temuco.
- Consulado Honorario de Suiza en Punta Arenas.

#### Sistema de Relaciones Internacionales de Tailandia en Chile
- Embajada de Tailandia en Chile.
- Consulado de Tailandia en Santiago.
- Thai Trade Center.

#### Sistema de Relaciones Internacionales de Turquía en Chile
- Embajada de Turquía en Chile.
- Consulado de Turquía en Santiago.
- Cámara Chileno Turquía de Comercio.
- Consulado Honorario de Turquía en Arica.

#### Sistema de Relaciones Internacionales de Ucrania en Chile
- Embajada de Ucrania.
- Consulado de Ucrania.
- Cámara de Comercio y Turismo Chileno Ucraniana.

#### Sistema de Relaciones Internacionales de Uruguay en Chile
- Embajada de Uruguay en Chile.
- Consulado de Uruguay en Santiago.
- Cámara Chileno-Uruguaya de Comercio.
- Consulado Honorario de Uruguay en Arica.
- Consulado Honorario de Uruguay en Valparaíso.
- Consulado Honorario de Uruguay en Punta Arenas.

#### Sistema de Relaciones Internacionales de Venezuela en Chile
- Embajada de Venezuela en Chile.
- Consulado de Venezuela en Santiago.
- Cámara Chilena-Venezolana de Comercio.
- Cámara Venezolana de Comercio en Chile.

#### Sistema de Relaciones Internacionales de Vietnam en Chile
- Embajada de Vietnam en Chile.
- Consulado de Vietnam en Santiago.
- Vietnam Trade Office in Chile.
- Cámara de Comercio Chile-Vietnam.

#### Otras Representaciones Diplomáticas y Consulares
- Consulado Honorario de Albania en Santiago.
- Consulado Honorario de Armenia en Santiago.
- Consulado Honorario de Azerbaiyán en Santiago.
- Consulado Honorario de Barbados en Santiago.
- Consulado Honorario de Belice en Santiago.
- Consulado Honorario de Bulgaria en Santiago.
- Consulado Honorario del Congo en Santiago.
- Consulado Honorario de Costa de Marfil en Santiago.
- Consulado Honorario de Eslovaquia en Santiago.
- Consulado Honorario de Eslovenia en Santiago.
- Consulado Honorario de Estonia en Santiago.
- Consulado Honorario de Islandia en Chile.
- Consulado Honorario de Jamaica en Santiago.
- Consulado Honorario de Kazajistán en Santiago.
- Consulado Honorario de Letonia en Santiago.
- Consulado Honorario de Lituania en Chile.
- Consulado Honorario de Luxemburgo en Chile.
- Consulado Honorario de Malta en Santiago.
- Consulado Honorario de Mónaco en Santiago.
- Consulado Honorario de Mónaco en Valparaíso.
- Consulado Honorario de Montenegro en San Javier.
- Consulado Honorario de Mozambique en Santiago.
- Consulado Honorario de Namibia en Santiago.
- Nunciatura Apostólica.
- Consulado Honorario de San Vicente y Las Granadinas en Santiago.
- Consulado Honorario de Serbia en Santiago.
- Consulado Honorario de Singapur en Chile
- Consulado Honorarios de Sri Lanka en Chile
- Oficina Económica y Cultural de Taipei en Chile.
- Consulado Honorario de Túnez en Chile.
- Delegación de la Unión Europea en Chile.

#### Cámaras de comercio panregionales
- Cámara de Comercio Asia Pacífico.
- Cámara de Comercio Chile ASEAN.
- Cámara Chileno-Árabe de Comercio e Inversiones CAMCHA.

## Sistemas de relaciones internacionales del Poder Legislativo y Judicial de Chile

#### Sistema de Relaciones Internacionales del Poder Legislativo
- Unidad de Relaciones Internacionales de la Cámara de Diputadas y Diputados.
- Unidad de Relaciones Internacionales del Senado.
- Comisión de Relaciones Exteriores de la Cámara de Diputadas y Diputados.
- Comisión de Relaciones Exteriores del Senado.
- Programa Asia Pacífico del Observatorio Parlamentario de la Biblioteca del Congreso Nacional.
- Grupo Interparlamentario Chileno-Alemán.
- Grupo Interparlamentario Chileno-Angoleño.
- Grupo Interparlamentario Chileno-Argelino.
- Grupo Interparlamentario Chileno-Argentino.
- Grupo Interparlamentario Chileno-Armenio.
- Grupo Interparlamentario Chileno-Australiano.
- Grupo Interparlamentario Chileno-Austríaco.
- Grupo Interparlamentario Chileno-Azerbaiyano.
- Grupo Interparlamentario Chileno-Boliviano.
- Grupo Interparlamentario Chileno-Brasileño.
- Grupo Interparlamentario Chileno-Británico.
- Grupo Interparlamentario Chileno-Búlgaro.
- Grupo Interparlamentario Chileno-Canadiense.
- Grupo Interparlamentario Chileno-Checo.
- Grupo Interparlamentario Chileno-Chino.
- Grupo Interparlamentario Chileno-Colombiano.
- Grupo Interparlamentario Chileno-Coreano.
- Grupo Interparlamentario Chileno-Costarricense.
- Grupo Interparlamentario Chileno-Croata.
- Grupo Interparlamentario Chileno-Cubano.
- Grupo Interparlamentario Chileno-Danés.
- Grupo Interparlamentario Chileno-Dominicano.
- Grupo Interparlamentario Chileno-Ecuatoriano.
- Grupo Interparlamentario Chileno-Egipcio.
- Grupo Interparlamentario Chileno-Emiratí.
- Grupo Interparlamentario Chileno-Español.
- Grupo Interparlamentario Chileno-Estadounidense.
- Grupo Interparlamentario Chileno-Estonio.
- Grupo Interparlamentario Chileno-Finlandés.
- Grupo Interparlamentario Chileno-Finlandés.
- Grupo Interparlamentario Chileno-Francés.
- Grupo Interparlamentario Chileno-Georgiano.
- Grupo Interparlamentario Chileno-Griego.
- Grupo Interparlamentario Chileno-Guatemalteco.
- Grupo Interparlamentario Chileno-Haitiano.
- Grupo Interparlamentario Chileno-Hondureño.
- Grupo Interparlamentario Chileno-Húngaro.
- Grupo Interparlamentario Chileno-Indio.
- Grupo Interparlamentario Chileno-Indonesio.
- Grupo Interparlamentario Chileno-Irlandés
- Grupo Interparlamentario Chileno-Israelí.
- Grupo Interparlamentario Chileno-Italiano.
- Grupo Interparlamentario Chileno-Japonés.
- Grupo Interparlamentario Chileno-Jordano.
- Grupo Interparlamentario Chileno-Kuwaití.
- Grupo Interparlamentario Chileno-Libanés.
- Grupo Interparlamentario Chileno-Malasio.
- Grupo Interparlamentario Chileno-Marroquí.
- Grupo Interparlamentario Chileno-Mexicano.
- Grupo Interparlamentario Chileno-Neozelandés.
- Grupo Interparlamentario Chileno-Nicaragüense.
- Grupo Interparlamentario Chileno-Noruego.
- Grupo Interparlamentario Chileno-Palestino.
- Grupo Interparlamentario Chileno-Panameño.
- Grupo Interparlamentario Chileno-Paraguayo.
- Grupo Interparlamentario Chileno-Países Bajos.
- Grupo Interparlamentario Chileno-Peruano.
- Grupo Interparlamentario Chileno-Polaco.
- Grupo Interparlamentario Chileno-Portugués.
- Grupo Interparlamentario Chileno-Rumano.
- Grupo Interparlamentario Chileno-Salvadoreño.
- Grupo Interparlamentario Chileno-Saudí.
- Grupo Interparlamentario Chileno-Singapurense.
- Grupo Interparlamentario Chileno-Sudafricano.
- Grupo Interparlamentario Chileno-Sueco.
- Grupo Interparlamentario Chileno-Suizo.
- Grupo Interparlamentario Chileno-Tailandés.
- Grupo Interparlamentario Chileno-Turco.
- Grupo Interparlamentario Chileno-Ucraniano.
- Grupo Interparlamentario Chileno-Uruguayo.
- Grupo Interparlamentario Chileno-Venezolano.
- Grupo Interparlamentario Chileno-Vietnamita.

#### Sistema de Relaciones Internacionales del Poder Judicial
- Dirección de Asuntos Internacionales y Derechos Humanos de la Corte Suprema.

## Sistemas de relaciones internacionales del Poder Ejecutivo de Chile

#### Comités Interministeriales
- Comité Interministerial para la Comunidad Chilena en el Exterior.
- Comité Interministerial de Negociaciones Internacionales.
- Comité Interministerial de Derechos Humanos.
- Comité Interministerial de Ciberseguridad.
- Comité Interministerial de Operaciones de Paz.
- Comité Interministerial de Controversias respecto a Inversiones.
- Consejo para el Desarrollo Espacial.

#### Ministerio del Interior y Seguridad Pública
- Asesor/a de Asuntos Internacionales del Gabinete del Ministro/a del Interior.
- Unidad de Relaciones Internacionales.
- Asesor/a de Asuntos Internacionales del Gabinete del/la Director/a del Servicio Nacional de Prevención y Respuesta ante Desastres SENAPRED.
- Área de Estudios, Estadísticas y Publicaciones del Servicio Nacional para la Prevención y Rehabilitación del Consumo de Drogas y Alcohol SENDA.

##### Carabineros de Chile
- Departamento de Relaciones Internacionales.

##### Policía de Investigaciones
- Unidad de Cooperación Internacional.
- Brigada Ministerio de Relaciones Exteriores.

- Unidad de Migraciones y Policía Internacional.
  - Prefectura de Migraciones y Policía Internacional Arica y Parinacota.
  - Departamento de Migraciones y Policía Internacional Iquique.
  - Departamento de Migraciones y Policía Internacional Antofagasta.
  - Departamento de Migraciones y Policía Internacional Calama.
  - Sección de Migraciones y Policía Internacional Tocopilla.
  - Departamento de Migraciones y Policía Internacional de Copiapó.
  - Sección de Migraciones y Policía Internacional de Chañaral.
  - Sección de Migraciones y Policía Internacional de Vallenar.
  - Sección de Migraciones y Policía Internacional Ovalle.
  - Sección de Migraciones y Policía Internacional de Illapel.
  - Departamento de Migraciones y Policía Internacional de La Serena.
  - Departamento de Migraciones y Policía Internacional Valparaíso.
  - Departamento de Migraciones y Policía Internacional Viña del Mar.
  - Departamento de Migraciones y Policía Internacional de Los Andes.
  - Sección de Migraciones y Policía Internacional San Antonio.
  - Jefatura Nacional de Migraciones y Policía Internacional (Santiago).
  - Prefectura Policía Internacional Aeropuerto
  - Departamento de Extranjería y Policía Internacional Aeropuerto.
  - Departamento de Inspección Secundaria Aeropuerto (DEINSA).
  - Departamento de Migraciones y Policía Internacional Rancagua.
  - Departamento de Migraciones y Policía Internacional San Fernando.
  - Departamento de Migraciones y Policía Internacional Talca.
  - Sección de Migraciones y Policía Internacional Constitución.
  - Sección de Migraciones y Policía Internacional Curicó.
  - Sección Migraciones y Policía Internacional Cauquenes.
  - Departamento de Migraciones y Policía Internacional Linares.
  - Departamento de Migraciones y Policía Internacional Concepción.
  - Sección de Migraciones y Policía Internacional de Coronel.
  - Sección de Migraciones y Policía Internacional de Lebu.
  - Departamento de Migraciones y Policía Internacional Talcahuano.
  - Departamento de Migraciones y Policía Internacional Los Ángeles.
  - Departamento de Migraciones y Policía Internacional Chillán.
  - Departamento de Migraciones y Policía Internacional Temuco.
  - Departamento de Migraciones y Policía Internacional de Valdivia.
  - Departamento de Migraciones y Policía Internacional de Puerto Montt.
  - Sección Migraciones y Policía Internacional de Osorno.
  - Sección de Migraciones y Policía Internacional de Castro.
  - Departamento de Migraciones y Policía Internacional de Coyhaique.
  - Departamento de Migraciones y Policía Internacional de Punta Arenas.
  - Departamento de Migraciones y Policía Internacional de Puerto Natales.

##### Servicio Nacional de Migraciones
- Unidad de Política Migratoria.
- Unidad de Relaciones Internacionales y de Derechos Humanos del Servicio Nacional de Migraciones.
- Departamento de Residencias Temporales del Servicio Nacional de Migraciones.
- Departamento de Residencias Definitivas del Servicio Nacional de Migraciones.
- Departamento de Nacionalidad del Servicio Nacional de Migraciones.

- Oficinas Regionales del Servicio Nacional de Migraciones.
  - Servicio Nacional de Migraciones Arica
  - Servicio Nacional de Migraciones Iquique
  - Servicio Nacional de Migraciones Antofagasta
  - Servicio Nacional de Migraciones Calama
  - Servicio Nacional de Migraciones Copiapó
  - Servicio Nacional de Migraciones Valparaíso
  - Servicio Nacional de Migraciones de San Felipe
  - Servicio Nacional de Migraciones Santiago
  - Servicio Nacional de Migraciones Talca
  - Servicio Nacional de Migraciones Chillán
  - Servicio Nacional de Migraciones Concepción
  - Servicio Nacional de Migraciones Temuco
  - Servicio Nacional de Migraciones Valdivia
  - Servicio Nacional de Migraciones Puerto Montt
  - Servicio Nacional de Migraciones Coyhaique
  - Servicio Nacional de Migraciones Punta Arenas

#### Ministerio de Relaciones Exteriores

##### Subsecretaría de Relaciones Exteriores
- Gabinete del Subsecretario/a de Relaciones Exteriores.

- Secretaría General de Política Exterior.
  - División de América del Sur.
  - Departamento de Países Vecinales.
  - Departamento de Países Paravecinales.
  - División de América del Norte, Central y el Caribe.
  - División de Asia Pacífico.
  - División de las Culturas, las Artes, el Patrimonio y Diplomacia Pública.
  - División de Medio Ambiente, Cambio Climático y Océanos.
  - Departamento de Medio Ambiente y Cambio Climático.
  - Departamento de Océanos y Biodiversidad.
  - División de Asuntos Antárticos.
  - División de Ciencia, Energía, Educación, Innovación y Astronomía.
  - Departamento de Ciencia, Tecnología, Educación y Astronomía.
  - Departamento de Energía, Innovación y Gestión Estratégica.
  - División de Derechos Humanos.
  - Departamento de Sistema Universal de Derechos Humanos.
  - División de Seguridad Internacional y Humana.
  - Departamento de Defensa, Asuntos Estratégicos y Operaciones de Paz.
  - División de Integración Regional Multilateral.

- Dirección de Planificación Estratégica.
  - Departamento de prospectiva.
  - Departamento de Archivo General Histórico.
  - División de Planificación y Gestión.
  - Departamento de Planificación.
  - Departamento de Control de Gestión.

- Dirección General de Asuntos Consulares, Inmigración y de Chilenos en el Exterior.
  - División de Política Consular.
  - Departamento de Política Consular.
  - Departamento de Cuentas Consulares.
  - División para la Comunidad de Chilenos/as en el Exterior.
  - Departamento de Políticas Públicas para Chilenos/as en el Exterior.
  - Departamento de Programas en el Exterior.
  - División de Servicios Consulares.
  - Departamento de Servicio Social.
  - Departamento de Seguridad Social.
  - Departamento de Emergencias.
  - Departamento de Registro Civil.
  - Departamento de Análisis y Validación de Documentos.
  - División de Migraciones.
  - Departamento de Inmigración.
  - Departamento de Migraciones.

- Dirección General de Asuntos Jurídicos
  - División de Derecho Internacional, Tratados y Asuntos Legislativos

- Dirección General del Ceremonial y Protocolo.
  - División de Protocolo.
  - Departamento de Giras Presidenciales.
  - Departamento de Inmunidades y Privilegios.
  - División del Ceremonial Público.
  - Departamento del Ceremonial.
  - Departamento de Visitas.
  - Departamento de Eventos y Actos Oficiales.

- Academia Diplomática de Chile “Andrés Bello”.
  - Departamento de Coordinación Académica y Admisión.
  - Departamento de Extensión.
  - Departamento de Biblioteca.

##### Misiones Diplomáticas y Consulares
Europa
- Embajada de Chile en Alemania.
- Consulado de Chile en Berlín.
- Consulado de Chile en Frankfurt.
- Embajada de Chile en Austria.
- Consulado de Chile en Viena.
- Embajada de Chile en Bélgica.
- Consulado de Chile en Bruselas.
- Embajada de Chile en Croacia.
- Consulado de Chile en Zagreb.
- Embajada de Chile en Dinamarca.
- Consulado de Chile en Copenhague.
- Embajada de Chile en España.
- Consulado de Chile en Madrid.
- Consulado de Chile en Barcelona.
- Embajada de Chile en Finlandia.
- Consulado de Chile en Helsinki.
- Embajada de Chile en Francia.
- Consulado de Chile en París.
- Embajada de Chile en Grecia.
- Consulado de Chile en Atenas.
- Embajada de Chile en Hungría.
- Consulado de Chile en Budapest.
- Embajada de Chile en Irlanda.
- Consulado de Chile en Dublín.
- Embajada de Chile en Italia.
- Consulado de Chile en Milán.
- Consulado de Chile en Roma.
- Embajada de Chile en Países Bajos.
- Consulado de Chile en Amsterdam.
- Embajada de Chile en Polonia.
- Consulado de Chile en Varsovia.
- Embajada de Chile en Portugal.
- Consulado de Chile en Lisboa.
- Embajada de Chile en Reino Unido.
- Consulado de Chile en Londres.
- Embajada de Chile en República Checa.
- Consulado de Chile Praga.
- Embajada de Chile en Rumania.
- Consulado de Chile en Bucarest.
- Embajada de Chile en Rusia.
- Consulado de Chile en Moscú.
- Embajada de Chile ante la Santa Sede.
- Embajada de Chile en Suecia.
- Consulado de Chile en Estocolmo.
- Consulado de Chile en Gotemburgo.
- Embajada de Chile en Suiza.
- Consulado de Chile en Berna.

África
- Embajada de Chile en Argelia.
- Consulado de Chile en Argel.
- Embajada de Chile en Egipto.
- Consulado de Chile en El Cairo.
- Embajada de Chile en Etiopía.
- Embajada de Chile en Ghana.
- Embajada de Chile en Kenia.
- Consulado de Chile en Nairobi.
- Embajada de Chile en Marruecos.
- Consulado de Chile en Rabat.
- Embajada de Chile en Sudáfrica.
- Consulado de Chile en Pretoria.

América
- Embajada de Chile en Argentina.
- Consulado de Chile en Bahía Blanca.
- Consulado de Chile en Bariloche.
- Consulado de Chile en Buenos Aires.
- Consulado de Chile en Comodoro Rivadavia.
- Consulado de Chile en Córdoba.
- Consulado de Chile en Mar del Plata.
- Consulado de Chile en Mendoza.
- Consulado de Chile en Neuquén.
- Consulado de Chile en Rosario.
- Consulado de Chile en Río Gallegos.
- Consulado de Chile en Río Grande.
- Consulado de Chile en Salta.
- Consulado de Chile en Ushuaia.
- Consulado de Chile en La Paz.
- Consulado de Chile en Santa Cruz de la Sierra.
- Embajada de Chile en Brasil.
- Consulado de Chile en Brasilia.
- Consulado de Chile en Porto Alegre.
- Consulado de Chile en Río de Janeiro.
- Consulado de Chile en Sao Paulo.
- Embajada de Chile en Canadá.
- Consulado de Chile en Montreal.
- Consulado de Chile en Ottawa.
- Consulado de Chile en Toronto.
- Consulado de Chile en Vancouver.
- Embajada de Chile en Colombia.
- Consulado de Chile en Bogotá.
- Embajada de Chile en Costa Rica.
- Consulado de Chile en San José.
- Embajada de Chile en Cuba.
- Consulado de Chile en La Habana.
- Embajada de Chile en Ecuador.
- Consulado de Chile en Quito.
- Consulado de Chile en Guayaquil.
- Embajada de Chile en El Salvador.
- Consulado de Chile en El Salvador.
- Embajada de Chile en Estados Unidos.
- Consulado de Chile en Chicago.
- Consulado de Chile en Houston.
- Consulado de Chile en Los Ángeles.
- Consulado de Chile en Miami.
- Consulado de Chile en Nueva York.
- Consulado de Chile en San Francisco.
- Consulado de Chile en Washington.
- Embajada de Chile en Guatemala.
- Consulado de Chile en Ciudad de Guatemala.
- Embajada de Chile en Guyana.
- Consulado de Chile en Georgetown.
- Embajada de Chile en Haití.
- Consulado de Chile en Puerto Príncipe.
- Embajada de Chile en Honduras.
- Consulado de Chile en Tegucigalpa.
- Embajada de Chile en Jamaica.
- Consulado de Chile en Kingston.
- Embajada de Chile en Panamá.
- Consulado de Chile en Ciudad de Panamá.
- Embajada de Chile en Perú.
- Consulado de Chile en Lima.
- Consulado de Chile en Tacna.
- Embajada de Chile en República Dominicana.
- Consulado de Chile en Santo Domingo.
- Embajada de Chile en Trinidad y Tobago.
- Consulado de Chile en Puerto España.
- Embajada de Chile en Uruguay.
- Consulado de Chile en Montevideo.
- Embajada de Chile en Venezuela.
- Consulado de Chile en Caracas.
- Consulado de Chile en Puerto Ordaz.

Asia y Oceanía
- Embajada de Chile en Australia.
- Consulado de Chile en Canberra.
- Consulado de Chile en Melbourne.
- Consulado de Chile en Sídney.
- Embajada de Chile en Azerbaiyán.
- Embajada de Chile en China.
- Consulado de Chile en Beijing.
- Consulado de Chile en Chengdu.
- Consulado de CHile en Guangzhou.
- Consulado de Chile en Hong Kong.
- Consulado de Chile en Shangai.
- Embajada de Chile en Corea del Sur.
- Consulado de Chile en Seúl.
- Embajada de Chile en El Líbano.
- Consulado de Chile en Beirut.
- Embajada de Chile en Emiratos Árabes Unidos.
- Consulado de Chile en Abu Dhabi.
- Embajada de Chile en Filipinas.
- Consulado de Chile en Manila.
- Embajada de Chile en India.
- Consulado de Chile en Nueva Delhi.
- Consulado de Chile en Mumbai.
- Embajada de Chile en Indonesia.
- Consulado de Chile en Jakarta.
- Embajada de Chile en Irán.
- Consulado de Chile en Teherán.
- Embajada de Chile en Israel.
- Consulado de Chile en Tel Aviv.
- Embajada de Chile en Japón.
- Consulado de Chile en Osaka.
- Embajada de Chile en Jordania.
- Consulado de Chile en Ammán.
- Embajada de Chile en Malasia.
- Consulado de Chile en Kuala Lumpur.
- Representación de Chile ante el Estado de Palestina.
- Embajada de Chile en Singapur.
- Consulado de Chile en Singapur.
- Embajada de Chile en Siria.
- Consulado de Chile en Damasco.
- Embajada de Chile en Tailandia.
- Consulado de Chile en Bangkok.
- Embajada de Chile en Turquía.
- Consulado de Chile en Ankara.
- Embajada de Chile en Vietnam.
- Consulado de Chile en Hanoi.

##### Representaciones ante Organizaciones Internacionales
- Misión de Chile ante la ONU en Nueva York.
- Misión de Chile ante la ONU en Viena.
- Misión de Chile en Ginebra.
- Misión ante la UNESCO.
- Misión ante la FAO, FIDA y PMA.
- Misión ante la OMC.
- Misión ante la OCDE.
- Misión ante la OEA.
- Misión ante la ALADI.

##### Subsecretaría de Relaciones Económicas Internacionales
- Gabinete de la Subsecretaría de REI.

- Dirección General de Asuntos Económicos Bilaterales.
  - División de Comercio de Bienes.
  - Departamento de Acceso a Mercados.
  - Departamento de Aspectos Regulatorios del Comercio.
  - Departamento de Cadenas Globales y Regionales de Valor.
  - División de Asuntos Económicos Bilaterales.
  - Departamento de Asia y Oceanía.
  - Departamento de América del Norte, Central y el Caribe.
  - Departamento de Europa, África y Medio Oriente.
  - Departamento de Sudamérica y Cuba.
  - División de Integración y Cooperación Regional Económica.
  - Departamento de Acuerdos Comerciales Megarregionales.
  - Departamento de Asuntos Regionales y Difusión de Acuerdos Comerciales.

- Dirección General de Asuntos Económicos Multilaterales.
  - División de Foros Económicos Multilaterales y Mecanismos de Integración Regional.
  - Departamento OCDE.
  - Departamento OMC.
  - Departamento APEC.
  - Departamento Alianza del Pacífico.
  - División de Comercio de Servicios, Inversiones y Propiedad Intelectual.
  - Departamento de Inversiones, Servicios y Economía Digital.
  - Departamento de Propiedad Intelectual.
  - División de Comercio y Desarrollo Sustentable e Inclusivo.
  - Departamento de Comercio y Desarrollo Sustentable.
  - Departamento de Comercio Inclusivo.
  - Departamento de Conducta Empresarial Responsable.

- Dirección de Asuntos Jurídicos.
  - División de Derecho Internacional.
  - Dirección Administrativa.
  - División de Operaciones.
- Departamento de Viajes Institucionales.
  - Departamento de Gestión Documental.
- Dirección de Estudios
  - División de Información Comercial y Análisis de Datos.
  - División de Análisis Económico y Política Comercial.

##### ProChile
- Gabinete del Director/a General de ProChile.

- Departamento Dirección Internacional.
  - Subdepartamento Asia y Oceanía (oficinas internacionales).
    - Sydney, Australia.
    - Beijing, China.
    - Chengdu, China.
    - Guangzhou, China.
    - Shanghái, China.
    - Seúl, Corea del Sur.
    - Bangkok, Tailandia.
    - Hong Kong, China.
    - Yakarta, Indonesia.
    - Kuala Lumpur, Malasia.
    - Nueva Delhi, India.
    - Taipei chino.
    - Tokio, Japón.
    - Ho Chi Minh, Vietnam.

- Subdepartamento América del Norte (oficinas internacionales).
  - Guadalajara, México.
  - Los Ángeles, EEUU.
  - Ciudad de México, México.
  - Miami, EEUU.
  - Montreal, Canadá.
  - Nueva York, EEUU.
  - Toronto, Canadá.
  - Washington D. C., EEUU.

- Subdepartamento Europa, África y Medio Oriente (oficinas internacionales).
  - Berlín, Alemania.
  - Hamburgo, Alemania.
  - Múnich, Alemania.
  - Madrid, España.
  - Moscú, Rusia.
  - París, Francia.
  - Milán, Italia.
  - Rabat, Marruecos.
  - La Haya, Países Bajos.
  - Varsovia, Polonia.
  - Londres, Reino Unido.
  - Abu Dhabi, EAU.

- Subdepartamento Sudamérica, Centroamérica y Alianza del Pacífico (oficinas internacionales).
  - Buenos Aires, Argentina.
  - Mendoza, Argentina.
  - La Paz, Bolivia.
  - Belo Horizonte, Brasil.
  - Sao Paulo, Brasil.
  - Bogotá, Colombia.
  - Quito, Ecuador.
  - Asunción, Paraguay.
  - Lima, Perú.
  - Montevideo, Uruguay.
  - Caracas, Venezuela.
  - San José, Costa Rica.
  - Ciudad de Guatemala, Guatemala.
  - Ciudad de Panamá, Panamá.
  - Santo Domingo, República Dominicana.
  - La Habana, Cuba.

- Subdepartamento de Planificación y Desarrollo de Red en el Exterior.
- Dirección Nacional.
  - Departamento Agroalimentos.
  - Departamento Economía Creativa.
  - Departamento Industria 4.0.
  - Departamento de Servicios, Innovación y Turismo.
  - Subdepartamento de Innovación.
  - Departamento de Desarrollo Exportador Inclusivo.
  - Subdepartamento de Género y Pueblos Originarios.
  - Subdepartamento de Sostenibilidad

- Departamento Desarrollo Territorial (oficinas regionales).

- Macrozonal Zona Norte (oficinas regionales).
  - Arica y Parinacota.
  - Tarapacá.
  - Antofagasta.
  - Atacama.

- Macrozonal Zona Centro Norte (oficinas regionales).
  - Coquimbo.
  - Valparaíso.
  - Metropolitana.
  - O’Higgins.

- Macrozonal Zona Centro Sur (oficinas regionales).
  - Maule.
  - Ñuble.
  - Biobío.
  - La Araucanía.

- Macrozonal Zona Sur (oficinas regionales).
  - Los Ríos.
  - Los Lagos.
  - Aysén.
  - Magallanes.

- Departamento Dirección de Comunicaciones Estratégicas.

- Subdepartamento de Comunicaciones.

- Departamento Dirección de Marketing y Eventos.
  - Subdepartamento de Ferias.
  - Subdepartamento de Eventos.
  - Subdepartamento de Marketing.

- Subdepartamento de Marcas Sectoriales.
  - Chile Milk.
  - Sísmica Chile.
  - Shoot in Chile.
  - Cinema Chile.
  - Learn Chile.
  - Ch1l3, a Digital Country_.
  - Chiledoc.
  - Salmón de Chile.
  - Chile Mussel.
  - Merluza Austral Chile.
  - Cherries from Chile.
  - Fruits from Chile.
  - Wines of Chile.
  - Espumante Chile.
  - Chile Pork.
  - Chile Olive Oil.
  - Chilemúsica.

Dirección de Asuntos Jurídicos.
- Departamento de Asesoría Legal en Promoción de Exportaciones.

##### Dirección de Fronteras y Límites del Estado
- Dirección Nacional (DIRNAC).
  - Gabinete Dirección Nacional.
  - Unidad de Asuntos Estratégicos (UAE).
  - Unidad de Asesoría Jurídica (UAJ).
  - Unidad de Auditoría Interna (UAI).

- Dirección de Fronteras (DIRFRON)
  - Departamento de Integración y Facilitación Fronteriza (DIFF).
  - Departamento Medioambiente, Análisis Territorial, y Recursos Hídricos Compartidos. (MAR).
  - Unidad de Aplicación Legislativa y Análisis Territorial (UALAT).
  - Unidad de Medioambiente y Recursos Hídricos Compartidos (UMAR).

- Dirección de Límites (DIRLIM).
- Comisión de Límites (COMLIM).
- Departamento de Estudios Limítrofes (ESLIM).
- Departamento de Operaciones (OPER).

##### Agencia Chilena de Cooperación Internacional para el Desarrollo AGCID
- Unidad de Auditoría Interna.
- Unidad de Estudios y Control de Gestión.
- Área de Comunicaciones.
- División de Cooperación.
- Departamento de Cooperación Sur Sur y Desarrollo Nacional.
  - Unidad de Formación de Capital Humano.
  - Unidad de Programas de Cooperación.
  - Departamento de Negociaciones Internacionales.
  - Departamento de Coordinación del Sistema Nacional de Cooperación.

#### Ministerio de Defensa Nacional

##### Academia Nacional de Estudios Políticos y Estratégicos
- Centro de Investigaciones y Estudios Estratégicos.
- Licenciatura en Seguridad y Defensa.
- Magíster en Seguridad, Defensa y Relaciones Internacionales.
- Doctorado en Seguridad y Defensa.

##### Subsecretaría de Defensa
División de Relaciones Internacionales.
- Departamento de Asuntos Bilaterales y Multilaterales.
- Departamento de Cooperación Internacional.

Subsecretaría para las Fuerzas Armadas
- Centro Conjunto para Operaciones de Paz de Chile (CECOPAC).

##### Ejército de Chile
- Dirección de Relaciones Internacionales del Ejército de Chile.

- Misiones de Paz.
  - ALTHEA (CHILFOR) (Balcanes).
  - UNTSO (Medio Oriente).
  - ONU Colombia.
  - UNFICYP (Chipre).
  - UNMOGIP (Subcontinente Indio).

- Centro de Estudios e Investigaciones Militares.
- Academia de Guerra.

- Agregadurías militares:
  - Agregado de Defensa y Militar en Argentina.
  - Agregado de Defensa y Militar en España.
  - Agregado de Defensa, Militar, Naval y Aéreo en Rusia.
  - Agregado de Defensa y Militar en Estados Unidos.
  - Agregado de Defensa y Militar ante la ONU en Nueva York.
  - Agregado de Defensa y Militar en Alemania.
  - Agregado de Defensa y Militar en Colombia.
  - Agregado de Defensa, Militar, Naval y Aéreo en El Salvador.
  - Agregado de Defensa, Militar, Naval y Aéreo en India.
  - Agregado de Defensa, Militar, Naval y Aéreo Corea del Sur.
  - Agregado de Defensa, Militar, Naval y Aéreo Canadá.
  - Agregado Militar y Aéreo en Australia.
  - Agregado de Defensa, Militar, Naval y Aéreo en China.
  - Agregado de Defensa, Militar, Naval y Aéreo en Italia.
  - Agregado de Defensa, Militar, Naval y Aéreo en Brasil.
  - Agregado Militar en Reino Unido.
  - Agregaduría Militar de Chile en Perú.
  - Agregado de Defensa, Militar, Naval y Aéreo en Ecuador.
  - Agregado de Defensa, Militar, Naval y Aéreo en Francia.
  - Agregaduría Militar de Chile en Israel.
  - Agregado de Defensa, Militar, Naval y Aéreo en Panamá.

- Secretaría Geográfica del Instituto Geográfico Militar (IGM).

##### Armada de Chile
- Departamento de Relaciones Internacionales del Estado Mayor General de la Armada de Chile.
- Departamento de Asuntos Internacionales de la Dirección General del Territorio Marítimo y Marina Mercante (DIRECTEMAR).

##### Fuerza Aérea de Chile
- Dirección de Relaciones Internacionales de la Fuerza Aérea de Chile.
- Sección de Relaciones Aeronáuticas Internacionales (RAI).

#### Ministerio de Hacienda
- Coordinación de Finanzas y Asuntos Internacionales de la Subsecretaría de Hacienda.
- Sector Defensa, Justicia y Relaciones Exteriores del Departamento de Administración Presupuestaria de la Dirección de Presupuestos .
- Equipo de Estudios y Cooperación de la Dirección Nacional del Servicio Civil.
- Unidad de Coordinación de Redes Intersectoriales de ChileCompra.
- Área Internacional de la Comisión para el Mercado Financiero.
- Encargado Analista de Relaciones Internacionales de la Unidad de Análisis Financiero.
- Departamento de Asuntos Internacionales del Servicio Nacional de Aduanas.
- Departamento de Normas Internacionales del Servicio de Impuestos Internos.
- Gerencia de Negocios Internacionales de BancoEstado.

#### Ministerio Secretaría General de la Presidencia
- Asesor/a de Asuntos Internacionales del Gabinete del Ministerio SEGPRES.
- Asesor/a de Asuntos Internacionales, Dirección de Asesoría Presidencial de la Presidencia de la República.
- Coordinación de Asuntos Internacionales de la Defensoría de la Niñez.
- Gabinete del Instituto Nacional de Derechos Humanos INDH.

#### Ministerio Secretaría General de Gobierno
- Unidad de Comunicación y Prensa Internacional de la Ministerio Secretaría General de Gobierno.
- Área Internacional de Televisión Nacional de Chile TVN.
- Señal Internacional de Televisión Nacional de Chile TV Chile.

#### Ministerio de Economía, Fomento y Turismo
- Asesor/a-Encargado/a de Relaciones Internacionales del Gabinete del Ministro/a de Economía.
- Unidad de Comercio Exterior, División de Política Comercial e Industrial de la Subsecretaría de Economía y Empresas de Menor Tamaño.
- Unidad de Asuntos Internacionales, División de Desarrollo Pesquero de la Subsecretaría de Pesca y Acuicultura.
- Departamento de Difusión y Cooperación Pesquera, Subsecretaría de Pesca y Acuicultura.
- Subdirección de Comercio Exterior del Servicio Nacional de Pesca.
- Unidad de Relaciones Internacionales, Subdirección de Estrategia y Relaciones Internacionales, Gerencia de Asuntos Estratégicos de la Corporación de Fomento de la Producción CORFO.
- División de Relaciones Institucionales y Delación Compensada de la Fiscalía Nacional Económica FNE.
- Gabinete del Servicio Nacional del Consumidor SERNAC.
- Unidad de Cooperación Institucional del Instituto Nacional de Estadísticas INE.
- Encargado/a de Contenidos, Prensa Internacional e Influenciadores del Servicio Nacional de Turismo.
- Subunidad de Coordinación Industria, Unidad de Operaciones del Servicio Nacional de Turismo.
- Subunidad de Mercados, Unidad de Canal Comercial y Prensa del Servicio Nacional de Turismo.
- Unidad de Turismo Reuniones del Servicio Nacional de Turismo.
- Departamento Internacional y Políticas Públicas del Instituto Nacional de Propiedad Intelectual INAPI.

##### Agencia de Promoción de la Inversión Extranjera InvestChile
- División de Promoción de Inversiones.
- División de Comunicaciones y Marketing.
- División de Estrategia y Clima de Inversión.

- Red Internacional de InvestChile:
  - Oficina de InvestChile en Washington, Estados Unidos
  - Oficina de InvestChile en París, Francia
  - Oficina de InvestChile en Berlín, Alemania.
  - Oficina de InvestChile en Roma, Italia.
  - Oficina de InvestChile en Ottawa, Canadá.

#### Ministerio de Desarrollo Social y Familia
- Unidad de Asuntos Internacionales.
- Unidad de Relaciones Internacionales del Instituto Nacional de la Juventud INJUV.
- Departamento de Cooperación Internacional del Fondo de Solidaridad e Inversión Social FOSIS.
- Unidad de Estudios y Asuntos Internacionales del Servicio Nacional del Adulto Mayor SENAMA (En 2025, Unidad de Estudios).
- Sección de Derecho Internacional, Unidad de Derechos de Pueblos Indígenas de la Corporación Nacional de Desarrollo Indígena.

#### Ministerio de Educación
- Oficina de Relaciones Internacionales.
- Unidad de Evaluación y Estudios Internacionales, Centro de Estudios Subsecretaría de Educación del Ministerio de Educación.
- Departamento de Estudios Nacionales e Internacionales, División de Estudios y Gestión del Conocimiento de la Agencia de Calidad de la Educación.

#### Ministerio de Justicia y Derechos Humanos
- Unidad de Cooperación y Asuntos Internacionales del Ministerio de Justicia.
- Departamento de Sistemas Internacionales de Protección de Derechos Humanos, División de Protección de la Subsecretaría de Derechos Humanos.
- Unidad de Cooperación Internacional y Seguimiento de Convenios de Reinserción Social de Gendarmería de Chile.
- Unidad de Cooperación y Relaciones Internacionales, Departamento de Estudios de la Defensoría Penal Pública.
- Unidad de Relaciones Internacionales y Cooperación del Servicio Nacional de Menores SENAME.
- Unidad de Cooperación Internacional de Servicio de Registro Civil e Identificación.

#### Ministerio del Trabajo y Previsión Social
- Unidad de Relaciones Internacionales del Gabinete de el/la Ministro/a del Trabajo.
- División de Asesoría Legislativa y Coordinación Internacional de la Subsecretaría de Previsión Social.
- Gabinete del Servicio Nacional de Capacitación y Empleo SENCE.
- Unidad de Convenios Internacionales, División Beneficios del Instituto de Previsión Social IPS.

#### Ministerio de Obras Públicas
- Asesor/a de Relaciones y Asuntos Internacionales del Gabinete del Ministro/a de Obras Públicas.

#### Ministerio de Salud
- Oficina de Cooperación y Asuntos Internacionales del Ministerio de Salud.
- Unidad de Relaciones Internacionales del Instituto de Salud Pública.

#### Ministerio de Vivienda y Urbanismo
- Asesor/a de Asuntos Internacionales y Cooperación del Gabinete del Ministro/a de Vivienda y Urbanismo.

#### Ministerio de Agricultura
- Asesor/a de Asuntos Internacionales del Gabinete del Ministro/a de Agricultura.
- Departamento de Asuntos Internacionales de la Oficina de Estudios y Políticas Agrarias ODEPA.
- Agregadurías Agrícolas:
  - Agregaduría Agrícola de Brasil.
  - Agregaduría Agrícola de China.
  - Agregaduría Agrícola de EEUU.
  - Agregaduría Agrícola de Indonesia.
  - Agregaduría Agrícola de Japón.
  - Agregaduría Agrícola de la Unión Europea.
  - Agregaduría Agrícola de Vietnam.
  - Agregaduría Agrícola de Corea del Sur.
  - Agregaduría Agrícola de India.
  - Agregaduría Agrícola de México.
  - Agregaduría Agrícola de Rusia.
- Departamento de Asuntos Internacionales del Servicio Agrícola Ganadero.
- Unidad de Relaciones Internacionales de la Corporación Nacional Forestal.

#### Ministerio de Minería
- Unidad de Asuntos Internacionales del Ministerio de Minería.

- Oficinas Internacionales y Representantes de Ventas de CODELCO:
  - Oficina Shanghái, China.
  - Oficina Singapur.
  - Oficina Nueva York, Estados Unidos.
  - Oficina Londres, Reino Unido.
  - Oficina Sao Paulo, Brasil.
  - Oficina Tokio, Japón.

- Unidad de Asuntos Internacionales de la Comisión Chilena del Cobre COCHILCO.
- Oficina de Relaciones Institucionales y Coordinación del Servicio Nacional de Geología y Minería.

#### Ministerio de Transportes y Telecomunicaciones
- Departamento de Asuntos Internacionales, División de Normas y Operaciones de la Subsecretaría de Transporte.
- Gabinete de la Subsecretaría de Telecomunicaciones.
- Área de Relaciones Internacionales de Correos de Chile.

#### Ministerio de Energía
- Oficina de Relaciones Internacionales del Ministerio de Energía.
- Oficina de Cooperación Técnica y Relaciones Internacionales, División Corporativa de la Comisión Chilena de Energía Nuclear.
- Departamento de Información, Innovación Energética y Relaciones Institucionales de la Comisión Nacional de Energía.

- Presencia Internacional de la Empresa Nacional del Petróleo ENAP:
  - ENAP Argentina.
  - ENAP Ecuador.
  - ENAP Sipetrol Egipto.

#### Ministerio del Medio Ambiente
- Oficina de Asuntos Internacionales del Ministerio del Medio Ambiente.
- Oficina de Implementación de Escazú de la Superintendencia del Medio Ambiente.

#### Ministerio del Deporte
- Encargado/a de Relaciones Internacionales y Derechos Humanos del Gabinete del Ministro/a del Deporte.

#### Ministerio de la Mujer y Equidad de Género
- Departamento de Relaciones Internacionales del Ministerio de la Mujer y Equidad de Género.

#### Ministerio de las Culturas, las Artes y el Patrimonio
- Unidad de Asuntos Internacionales del Ministerio de las Culturas, las Artes y el Patrimonio.
- Unidad de Asuntos Internacionales del Servicio Nacional del Patrimonio Cultural.

#### Ministerio de Ciencia, Tecnología, Conocimiento e Innovación
- Encargado/a de Asuntos Internacionales del Ministerio de Ciencia, Tecnología, Conocimiento e Innovación.
- Unidad de Internacionalización, Departamento de Vinculación y Redes, Agencia Nacional de Investigación y Desarrollo del Ministerio de Ciencia, Tecnología, Conocimiento e Innovación.

## Sistemas de relaciones internacionales de los órganos constitucionalmente autónomos del Estado

#### Ministerio Público
- Unidad de Cooperación Internacional y Extradiciones.

#### Servicio Electoral de Chile
- Unidad Internacional del Servicio Electoral de Chile SERVEL.

#### Contraloría General de la República
- Unidad de Relaciones Públicas e Internacionales de la Contraloría General de la República.

#### Banco Central de Chile
- Gerencia de Mercados Internacionales.
- Gerencia de Análisis Internacional.
- Unidad de Relaciones Internacionales del Banco Central.

#### Consejo para la Transparencia
- Unidad Internacional del Consejo para la Transparencia.

## Sistemas de relaciones internacionales de Gobiernos Regionales y Municipalidades de Chile
Asociación Chilena de Municipalidades.
- Unidad de Relaciones Internacionales de la Asociación Chilena de Municipalidades.

#### Sistema de Relaciones Internacionales de la Región de Arica y Parinacota
- Unidad de Asuntos Internacional del Gobierno Regional de Arica y Parinacota.
- Comisión de Relaciones Internacionales del Consejo Regional de Arica y Parinacota.
- Oficina Migrante de la Municipalidad de Arica.

#### Sistema de Relaciones Internacionales de la Región de Tarapacá
- Unidad de Asuntos Internacional del Gobierno Regional de Tarapacá.
- Comisión de Turismo, Patrimonio y Relaciones Internacionales del Consejo Regional de Tarapacá.
- Oficina Migrante de la Municipalidad de Iquique.
- Oficina Migrante de la Municipalidad de Alto Hospicio.

#### Sistema de Relaciones Internacionales de la Región de Antofagasta
- Unidad de Asuntos Internacionales del Gobierno Regional de Antofagasta.
- Comisión de Sustentabilidad y Relaciones Internacionales del Consejo Regional de Antofagasta.
- Oficina Migrante de la Municipalidad de Antofagasta.
- Oficina Migrante de la Municipalidad de Ollagüe.

#### Sistema de Relaciones Internacionales de la Región de Atacama
- Unidad de Asuntos Internacionales del Gobierno Regional de Atacama.
- Comisión de Cooperación Internacional y Relaciones Institucionales del Consejo Regional de Atacama.
- Oficina Migrante de la Municipalidad de Diego de Almagro.
- Oficina Migrante de la Municipalidad de Caldera.
- Oficina Migrante de la Municipalidad de Copiapó.
- Oficina Migrante de la Municipalidad de Huasco.
- Oficina Migrante de la Municipalidad de Freirina.
- Oficina Migrante de la Municipalidad de Alto del Carmen.

#### Sistema de Relaciones Internacionales de la Región de Coquimbo
- Unidad de Asuntos Internacionales del Gobierno Regional de Coquimbo.
- Comisión de Relaciones Internacionales y Jurídica del Consejo Regional de Coquimbo.
- Comité de Integración Paso Agua Negra Argentina-Chile.
- Oficina de Relaciones Internacionales y Migrantes de la Municipalidad de Coquimbo.
- Oficina de Relaciones Internacionales e Institucionales de la Municipalidad de Vicuña.
- Oficina Migrante de la Municipalidad de La Serena.
- Oficina Migrante de la Municipalidad de Vicuña.
- Oficina Migrante de la Municipalidad de Ovalle.
- Oficina Migrante de la Municipalidad de Monte Patria.
- Oficina Migrante de la Municipalidad de Punitaqui.

#### Sistema de Relaciones Internacionales de la Región de Valparaíso
- Unidad de Asuntos Internacionales del Gobierno Regional de Valparaíso.
- Comisión de Relaciones Internacionales del Consejo Regional de Valparaíso.
- Comisión de Relaciones Internacionales del Consejo de Rectores de Valparaíso.
- Dirección de Desarrollo Económico y Cooperación Internacional de la Municipalidad de Valparaíso.
- Oficina de Relaciones Internacionales de la Municipalidad de Viña del Mar.
- Oficina de Cooperación Internacional de la Municipalidad de Quilpué.
- Oficina Migrante de la Municipalidad de Petorca.
- Oficina Migrante de la Municipalidad de Cabildo.
- Oficina Migrante de la Municipalidad de Zapallar.
- Oficina Migrante de la Municipalidad de Putaendo.
- Oficina Migrante de la Municipalidad de Puchuncaví.
- Oficina Migrante de la Municipalidad de Quintero.
- Oficina Migrante de la Municipalidad de Calle Larga.
- Oficina Migrante de la Municipalidad de Los Andes.
- Oficina Migrante de la Municipalidad de San Esteban.
- Oficina Migrante de la Municipalidad de Santa María.
- Oficina Migrante de la Municipalidad de San Felipe.
- Oficina Migrante de la Municipalidad de Panquehue.
- Oficina Migrante de la Municipalidad de Catemu.
- Oficina Migrante de la Municipalidad de Llay-Llay.
- Oficina Migrante de la Municipalidad de Hijuelas.
- Oficina Migrante de la Municipalidad de La Calera.
- Oficina Migrante de la Municipalidad de Quillota.
- Oficina Migrante de la Municipalidad de Villa Alemana.
- Oficina Migrante de la Municipalidad de Quilpué.
- Oficina Migrante de la Municipalidad de Concón.
- Oficina Migrante de la Municipalidad de Viña del Mar.
- Oficina Migrante de la Municipalidad de Valparaíso.
- Oficina Migrante de la Municipalidad de Casablanca.
- Oficina Migrante de la Municipalidad de El Quisco.
- Oficina Migrante de la Municipalidad de El Tabo.
- Oficina Migrante de la Municipalidad de Cartagena.
- Oficina Migrante de la Municipalidad de San Antonio.
- Oficina Migrante de la Municipalidad de Juan Fernández.

#### Sistema de Relaciones Internacionales de la Región Metropolitana
- Unidad Regional de Asuntos Internacionales del Gobierno Regional de Santiago.
- Comisión de Cooperación Internacional del Consejo Regional Metropolitano.
- Unidad de Relaciones Internacionales de la Municipalidad de Peñalolén.
- Oficina Migrante de la Municipalidad de Tiltil.
- Oficina Migrante de la Municipalidad de Colina.
- Oficina Migrante de la Municipalidad de Lampa.
- Oficina Migrante de la Municipalidad de Quilicura.
- Oficina Migrante de la Municipalidad de Huechuraba.
- Oficina Migrante de la Municipalidad de Recoleta.
- Oficina Migrante de la Municipalidad de Conchalí.
- Oficina Migrante de la Municipalidad de Renca.
- Oficina Migrante de la Municipalidad de Cerro Navia.
- Oficina Migrante de la Municipalidad de Quinta Normal.
- Oficina Migrante de la Municipalidad de Independencia.
- Oficina Migrante de la Municipalidad de Santiago.
- Oficina Migrante de la Municipalidad de Providencia.
- Oficina Migrante de la Municipalidad de Ñuñoa.
- Oficina Migrante de la Municipalidad de La Reina.
- Oficina Migrante de la Municipalidad de Pudahuel.
- Oficina Migrante de la Municipalidad de Lo Prado.
- Oficina Migrante de la Municipalidad de Estación Central.
- Oficina Migrante de la Municipalidad de Maipú.
- Oficina Migrante de la Municipalidad de Cerrillos.
- Oficina Migrante de la Municipalidad de Pedro Aguirre Cerda.
- Oficina Migrante de la Municipalidad de San Miguel.
- Oficina Migrante de la Municipalidad de San Joaquín.
- Oficina Migrante de la Municipalidad de Macul.
- Oficina Migrante de la Municipalidad de Peñalolén.
- Oficina Migrante de la Municipalidad de Lo Espejo.
- Oficina Migrante de la Municipalidad de La Cisterna.
- Oficina Migrante de la Municipalidad de San Ramón.
- Oficina Migrante de la Municipalidad de El Bosque.
- Oficina Migrante de la Municipalidad de La Granja.
- Oficina Migrante de la Municipalidad de La Florida.
- Oficina Migrante de la Municipalidad de San Bernardo.
- Oficina Migrante de la Municipalidad de La Pintana.
- Oficina Migrante de la Municipalidad de Puente Alto.
- Oficina Migrante de la Municipalidad de Buin.
- Oficina Migrante de la Municipalidad de Melipilla.

#### Sistema de Relaciones Internacionales de la Región de O’Higgins
- Unidad Regional de Asuntos Internacionales del Gobierno Regional de O’Higgins.
- Unidad de Promoción y Atracción de Inversiones O’Higgins Investment.
- Comisión Corredor Bioceánico del Consejo Regional de O’Higgins.
- Oficina Migrante de la Municipalidad de Rancagua.
- Universidad Internacional de Rancagua.
- Oficina Migrante de la Municipalidad de Codegua.
- Oficina Migrante de la Municipalidad de Coltauco.
- Oficina Migrante de la Municipalidad de Graneros.
- Oficina Migrante de la Municipalidad de Las Cabras.
- Oficina Migrante de la Municipalidad de Machalí.
- Oficina Migrante de la Municipalidad de Paredones.
- Oficina Migrante de la Municipalidad de Placilla.
- Oficina Migrante de la Municipalidad de Rengo.
- Oficina Migrante de la Municipalidad de Requínoa.
- Oficina Migrante de la Municipalidad de San Vicente.
- Oficina Migrante de la Municipalidad de Santa Cruz.
- Oficina Migrante de la Municipalidad de Chimbarongo.

#### Sistema de Relaciones Internacionales de la Región del Maule
- Unidad Regional de Asuntos Internacionales del Gobierno Regional del Maule.
- Unidad Regional de Promoción y Atracción de Inversiones Maule Investments.
- Oficina Migrante de la Municipalidad de Curicó.
- Oficina Migrante de la Municipalidad de Molina.
- Oficina Migrante de la Municipalidad de Talca.
- Oficina Migrante de la Municipalidad de San Javier.
- Oficina Migrante de la Municipalidad de Linares.
- Oficina Migrante de la Municipalidad de Cauquenes.

#### Sistema de Relaciones Internacionales de la Región de Ñuble
- Unidad Regional de Asuntos Internacionales del Gobierno Regional de Ñuble.
- Unidad Regional de Promoción y Atracción de Inversiones.
- Oficina Migrante de la Municipalidad de San Carlos.
- Oficina Migrante de la Municipalidad de Chillán.
- Oficina Migrante de la Municipalidad de Quillón.

#### Sistema de Relaciones Internacionales de la Región del Biobío
- Unidad Regional de Asuntos Internacionales del Gobierno Regional del Biobío.
- Comisión de Relaciones Internacionales del Consejo Regional del Biobío.
- Oficina Migrante de la Municipalidad de Talcahuano.
- Oficina Migrante de la Municipalidad de Hualpén.
- Oficina Migrante de la Municipalidad de Concepción.
- Oficina Migrante de la Municipalidad de San Pedro de la Paz.
- Oficina Migrante de la Municipalidad de Hualqui.
- Oficina Migrante de la Municipalidad de Cabrero.
- Oficina Migrante de la Municipalidad de Arauco.
- Oficina Migrante de la Municipalidad de Laja.
- Oficina Migrante de la Municipalidad de Los Ángeles.
- Oficina Migrante de la Municipalidad de Curanilahue.
- Oficina Migrante de la Municipalidad de Cañete.

#### Sistema de Relaciones Internacionales de la Región de La Araucanía
- Unidad Regional de Asuntos Internacionales del Gobierno Regional de La Araucanía.
- Unidad Regional de Promoción y Atracción de Inversiones Invest Araucanía.
- Comisión de Planificación, Descentralización y Relaciones Internacionales del Consejo Regional de La Araucanía.
- Temuco UniverCiudad.
- Oficina Migrante de la Municipalidad de Angol.
- Oficina Migrante de la Municipalidad de Collipulli.
- Oficina Migrante de la Municipalidad de Galvarino.
- Oficina Migrante de la Municipalidad de Temuco.
- Oficina Migrante de la Municipalidad de Pucón.

#### Sistema de Relaciones Internacionales de la Región de Los Ríos
- Unidad Regional de Asuntos Internacionales del Gobierno Regional de Los Ríos.
- Unidad Regional de Promoción y Atracción de Inversiones.
- Encuentro Internacional de Los Ríos.
- Comisión de Relaciones Internacionales del Consejo Regional de Los Ríos.
- Unidad de Relaciones Internacionales de la Corporación Regional de Desarrollo Productivo.
- Oficina Migrante de la Municipalidad de Lanco.
- Oficina Migrante de la Municipalidad de Panguipulli.
- Oficina Migrante de la Municipalidad de Máfil.
- Oficina Migrante de la Municipalidad de Valdivia.
- Oficina Migrante de la Municipalidad de Paillaco.

#### Sistema de Relaciones Internacionales de la Región de Los Lagos
- Unidad Regional de Asuntos Internacionales del Gobierno Regional de Los Lagos.
- Comisión de Turismo y Relaciones Internacionales del Consejo Regional de Los Lagos.
- Encargado/a de Relaciones Internacionales de la Municipalidad de Puerto Montt.
- Oficina Migrante de la Municipalidad de Osorno.
- Oficina Migrante de la Municipalidad de Purranque.
- Oficina Migrante de la Municipalidad de Frutillar.
- Oficina Migrante de la Municipalidad de Llanquihue.
- Oficina Migrante de la Municipalidad de Puerto Varas.
- Oficina Migrante de la Municipalidad de Puerto Montt.
- Oficina Migrante de la Municipalidad de Calbuco.
- Oficina Migrante de la Municipalidad de Ancud.
- Oficina Migrante de la Municipalidad de Castro.
- Oficina Migrante de la Municipalidad de Curaco de Vélez.
- Oficina Migrante de la Municipalidad de Quinchao.
- Oficina Migrante de la Municipalidad de Quellón.
- Oficina Migrante de la Municipalidad de Chaitén.
- Oficina Migrante de la Municipalidad de Palena.

#### Sistema de Relaciones Internacionales de la Región de Aysén
- Unidad Regional de Asuntos Internacionales del Gobierno Regional de Aysén.
- Comisión de Asuntos Internacionales del Consejo Regional de Aysén.

#### Sistema de Relaciones Internacionales de la Región de Magallanes
- Unidad Regional de Asuntos Internacionales del Gobierno Regional de Magallanes.
- Comisión de Turismo y Relaciones Internacionales del Consejo Regional de Magallanes.
- Oficina Migrante de la Municipalidad de Puerto Natales.

## Sistemas de relaciones internacionales de universidades de Chile
Consejo de Rectoras y Rectores
- Comisión de Internacionalización del Consejo de Rectoras y Rectores.

#### Universidades del Estado

##### Sistema de Relaciones Internacionales de la Universidad de Chile
- Instituto de Estudios Internacionales de la Universidad de Chile.
  - Doctorado en Estudios Internacionales.
  - Magíster en Estudios Internacionales.
  - Magíster en Desarrollo y Cooperación Internacional.
  - Magíster en Estrategia Internacional y Política Comercial.
  - Magíster en Estudios sobre Asia.
  - Coordinación de Asuntos Internacionales del Instituto de Estudios Internacionales.

- Facultad de Filosofía y Humanidades de la Universidad de Chile.
  - Oficina de Relaciones Internacionales de la Facultad de Filosofía y Humanidades.
  - Centro de Lenguas y Culturas del Mundo de la Facultad de Filosofía y Humanidades.
  - Carrera de Internacionalista (Licenciatura en Estudios Internacionales de la Universidad de Chile).

- Dirección de Relaciones Internacionales de la Universidad de Chile.
  - Oficina de Relaciones Internacionales de la Facultad de Arquitectura y Urbanismo.
  - Oficina de Relaciones Internacionales de la Facultad de Artes.
  - Oficina de Relaciones Internacionales de la Facultad de Ciencias.
  - Oficina de Relaciones Internacionales de la Facultad de Ciencias Agronómicas.
  - Oficina de Relaciones Internacionales de la Facultad de Ciencias Forestales.
  - Oficina de Relaciones Internacionales de la Facultad de Ciencias Físicas y Matemáticas.
  - Oficina de Relaciones Internacionales de la Facultad de Ciencias Químicas y Farmacéuticas.
  - Oficina de Relaciones Internacionales de la Facultad de Ciencias Sociales.
  - Oficina de Relaciones Internacionales de la Facultad de Ciencias Veterinarias y Pecuarias.
  - Oficina de Relaciones Internacionales de la Facultad de Comunicación e Imagen.
  - Oficina de Relaciones Internacionales de la Facultad de Derecho.
  - Oficina de Relaciones Internacionales de la Facultad de Economía y Negocios.
  - Oficina de Relaciones Internacionales de la Facultad de Gobierno.
  - Oficina de Relaciones Internacionales de la Facultad de Medicina.
  - Oficina de Relaciones Internacionales de la Facultad de Odontología.
  - Coordinación de Proyectos y Relaciones Internacionales del Instituto de Estudios Avanzados en Educación.
  - Coordinación de Asuntos Internacionales del Instituto de Nutrición y Tecnología de los Alimentos.

##### Sistema de Relaciones Internacionales de la Universidad de Santiago de Chile.
- Departamento de Relaciones Internacionales e Interuniversitarias de la Universidad de Santiago de Chile.
- Carrera de Analista en Políticas y Asuntos Internacionales (Licenciatura en Estudios Internacionales de la Universidad de Santiago de Chile).
- Instituto de Estudios Avanzados IDEA USACH. 
  - Doctorado en Estudios Americanos.
  - Magíster en Estudios Internacionales.
- Departamento de Estudios Políticos.

##### Sistema de Relaciones Internacionales de la Universidad Arturo Prat
- Dirección General de Relaciones Internacionales de la Universidad Arturo Prat.

- Instituto de Estudios Internacionales de la Universidad Arturo Prat.
  - Doctorado en Estudios Transfronterizos.
  - Magíster en Estudios Internacionales y Estudios Transfronterizos.

##### Sistema de Relaciones Internacionales de otras Universidades del Estado
- Departamento de Relaciones Institucionales y Cooperación Internacional de la Universidad Metropolitana de las Ciencias de la Educación.
- Dirección de Asuntos Nacionales e Internacionales de la Universidad Tecnológica Metropolitana.
- Dirección de Relaciones Interinstitucionales e Internacionales de la Universidad de Tarapacá.
- Dirección de Relaciones Internacionales de la Universidad de Antofagasta.
- Oficina de Internacionalización Santiago de la Universidad de Antofagasta.
- Centro de Idiomas de la Universidad de Antofagasta.
- Unidad de Internacionalización de la Universidad de Atacama.
- Oficina de Relaciones Internacionales de la Universidad de La Serena.
- Dirección de Relaciones Institucionales de la Universidad de Valparaíso.
- Dirección General de Relaciones Internacionales de la Universidad de Playa Ancha.
- Dirección de Internacionalización de la Universidad de O’Higgins.
- Dirección de Relaciones Internacionales de la Universidad de Talca.
- Dirección General de Relaciones Institucionales de la Universidad del Biobío.
- Dirección de Internacionalización de la Universidad de La Frontera.
- Dirección de Relaciones Internacionales de la Universidad de Los Lagos.
- Unidad de Relaciones Internacionales de la Universidad de Aysén.
- Dirección de Relaciones Internacionales de la Universidad de Magallanes.

#### Universidades Privadas

##### Sistema de Relaciones Internacionales de la Pontificia Universidad Católica de Chile
- Vicerrectoría de Asuntos Internacionales.
  - Dirección de Formación Global.
  - Dirección de Vinculación Global.
  - Dirección de Movilidad Global.
  - Dirección de Relaciones Internacionales de la Facultad de Ingeniería UC.
- Centro de Estudios Internacionales UC.

##### Sistema de Relaciones Internacionales de la Universidad de Concepción
- Dirección de Relaciones Internacionales de la Universidad de Concepción.
- Centro de Estudios Europeos de la Universidad de Concepción.

##### Sistema de Relaciones Internacionales de la Pontificia Universidad Católica de Valparaíso.
- Dirección General de Asuntos Internacionales.
- Magíster en Relaciones Internacionales.

##### Sistema de Relaciones Internacionales de la Universidad Católica de la Santísima Concepción
- Dirección de Relacioens internacionales.
- Centro de Estudios y Desarrollo Asia Pacífico.

##### Sistema de Relaciones Internacionales de la Universidad Finis Terrae
- Oficina de Relaciones Internacionales de la Universidad Finis Terrae.
- Observatorio de Asuntos Internacionales de la Universidad Finis Terrae.

##### Sistema de Relaciones Internacionales de otras Universidades Privadas
- Dirección General de Relaciones Internacionales de la Universidad Diego Portales.
- Oficina de Asuntos Internacionales de la Universidad Técnica Federico Santa María.
- Dirección de Relaciones Internacionales de la Universidad Central.
- Dirección de Relaciones Internacionales de Universidad Adolfo Ibáñez.
- Vicerrectoría de Asuntos Internacionales de la Universidad Nacional Andrés Bello.
- Dirección de Globalización de la Universidad del Desarrollo.
- Dirección de Relaciones Internacionales de la Universidad de Los Andes.
- Unidad de Relaciones Internacionales de la Universidad Austral de Chile.
- Dirección de Relaciones Internacionales de la Universidad Católica de Temuco.
- Dirección de Relaciones Nacionales e Internacionales de la Universidad Católica del Maule.
- Dirección de Relaciones Internacionales de la Universidad Católica del Norte.
- Dirección de Relaciones Internacionales de la Universidad Viña del Mar.
- Dirección de Cooperación Internacional de la Universidad Alberto Hurtado.
- Unidad de Cooperación Internacional e Internacionalización de la Universidad Católica Silva Henríquez.
- Dirección de Relaciones Internacionales de la Universidad Mayor.
- Coordinación de Relaciones Internacionales de la Universidad del Alba.
- Dirección de Relaciones Internacionales de la Universidad Autónoma.
- Dirección de Relaciones Internacionales de la Universidad San Sebastián.
- Dirección de Vinculación con el Medio y Relaciones Internacionales de la Universidad Gabriela Mistral.
- Subdirección de Relaciones Internacionales de la Universidad de Las Américas.
- Unidad de Relaciones Internacionales de Universidad SEK.
- Programa de Experiencia Internacional de Universidad Santo Tomás.
- Unidad de Relaciones Internacionales de la Universidad Adventista de Chile.
- Instituto de Idiomas de la Universidad Adventista de Chile.

#### Institutos Profesionales y Centros de Formación Técnica (CFT)
- Subdirección de Internacionalización e Integración Institucional de DUOC UC.
- Dirección de Relaciones Internacionales de INACAP.

## Organizaciones internacionales en Chile

#### Sistema de las Naciones Unidas en Chile

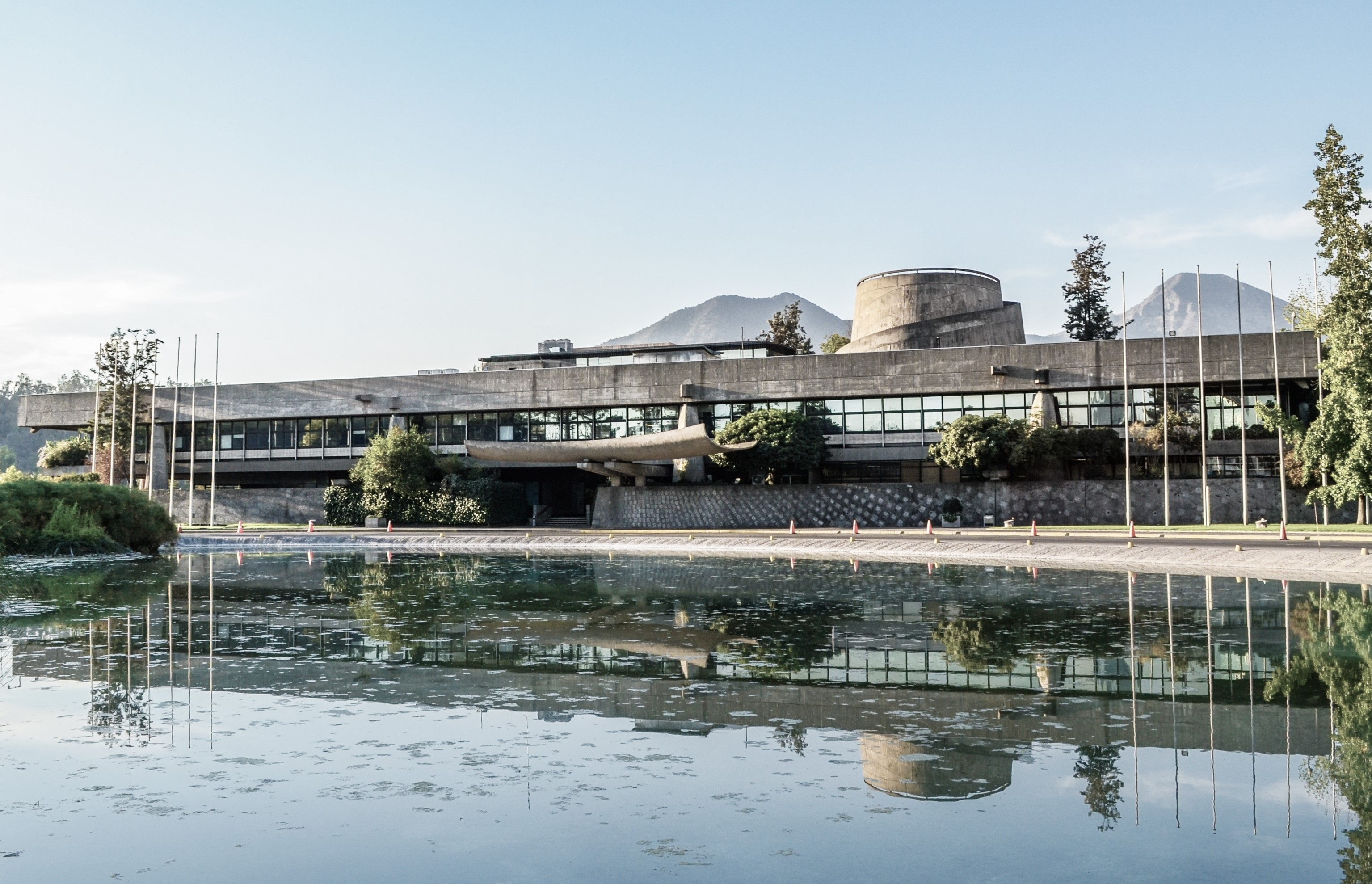
Comisión Económica para América Latina y el Caribe (CEPAL).

##### Comisión Económica para América Latina y el Caribe (CEPAL)

###### Divisiones de la CEPAL
- División de Planificación Económica y Social.
- División de Desarrollo Económico.
- División de Comercio Internacional e Integración.
- División de Desarrollo Productivo y Empresarial.
- División de Población y Desarrollo.
- División de Planificación y Gestión de Programas.
- División de Documentos y Publicaciones.
- División de Desarrollo Social.
- División de Desarrollo Sostenible y Asentamientos Humanos.
- División de Asuntos de Género.
- División de Recursos Naturales e Infraestructura.
- División de Estadísticas.

###### Observatorios de la CEPAL
- Observatorio Fiscal de América Latina y el Caribe.
- Observatorio Regional de Planificación para el Desarrollo.
- Observatorio América Latina Asia-Pacífico.
- Observatorio Demográfico de América Latina.
- Observatorio de Desarrollo Social en América Latina y el Caribe.
- Observatorio de Igualdad de Género en América Latina y el Caribe.
- Observatorio Regional de Banda Ancha.
- Observatorio de la Sociedad de la Información en América Latina y el Caribe.
- Observatorio de Energías Sostenibles.
- Observatorio del Principio 10 de la Declaración de Río y Acuerdo de Escazú.

##### Otras organizaciones internacionales del Sistema de las Naciones Unidas en Chile
- Fondo de las Naciones Unidas para la Infancia en Chile (UNICEF Chile).
- Oficina Representante del Alto Comisionado de las Naciones Unidas para los Refugiados en Chile (ACNUR Chile).
- Oficina del Alto Comisionado de las Naciones Unidas para los Derechos Humanos (ACNUDH).
- Oficina del Coordinador Residente de Naciones Unidas en Chile (ONU Chile).
- Organización de las Naciones Unidas para la Alimentación y la Agricultura en Chile (FAO, oficina regional para América Latina y el Caribe).
- Organización Internacional para las Migraciones en Chile (OIM Chile).
- Organización Internacional del Trabajo (oficina para el Cono Sur en Santiago).
- Organización Panamericana de la Salud (OPS).
- Organización de las Naciones Unidas para la Educación, la Ciencia y la Cultura (UNESCO, oficina regional para América Latina y el Caribe).
- Programa de las Naciones Unidas para el Desarrollo en Chile (PNUD Chile).

#### Otras organizaciones internacionales en Chile
- Banco Internamericano de Desarrollo (BID).
- Banco Mundial en Chile.
- CAF - Banco de Desarrollo de América Latina.
- Facultad Latinoamericana de Ciencias Sociales en Chile (FLACSO Chile).
- Federación Internacional de Sociedades de la Cruz Roja y de la Media Luna Roja (IFRC).
- Instituto Interamericano de Cooperación para la Agricultura en Chile (IICA).
- Organización Europea para la Investigación Astronómica en el Hemisferio Austral (ESO Chile).
- Oficina Técnica de Programas de la Organización de Estados Iberoamericanos (OEI).